# محمد علي جناح
محمد علي جناح (25 ديسمبر 1876 - 11 سبتمبر 1948) محام وسياسي ومؤسس دولة باكستان. تزعم جناح عصبة مسلمي عموم الهند من 1913 إلى غاية استقلال باكستان في 14 أغسطس 1947، ليصير بعدها أول حاكم عام لباكستان من استقلالها وحتى وفاته. في باكستان، يعتبر القائد الأعظم وأبو الأمة، واتخذ من تاريخ ميلاده عيدا وطنيا.
ولد جناح في كراتشي، وتدرب على المحاماة في «جمعية لنكولن» في لندن. ارتقت مكانة جناح في حزب المؤتمر الوطني الهندي في العقدين الأولين من القرن العشرين ليحتل مكانة بارزة. في هذه السنوات المبكرة من حياته السياسية، دعا جناح للوحدة بين الهندوس والمسلمين، مما ساعد على تشكيل «حلف لكناو» (Lucknow Pact) في 1916 بين حزبي المؤتمر وعصبة مسلمي عموم الهند. برز اسم جناح في العصبة أيضا، وصار من زعمائها الرئيسيين. اقترح خطة للإصلاح الدستوري من أربعة عشر نقطة للحفاظ على الحقوق السياسية للمسلمين عندما تستقل الهند الموحدة عن الحكم البريطاني. ولكنه استقال من حزب المؤتمر في عام 1920، عندما وافق الحزب على اتباع سياسة ساتياغراها، أو المقاومة اللاعنفية، التي نادى بها الزعيم المؤثر، لمهاتما غاندي.
بحلول عام 1940، ترسخ عند جناح الاعتقاد بأنه ينبغي أن يكون للمسلمين الهنود دولة خاصة بهم. في تلك السنة، وبقيادة جناح، مررت العصبة قرار لاهور للمطالبة بدولة منفصلة. وخلال الحرب العالمية الثانية، اكتسبت العصبة قوة أكبر بينما كان يقبع زعماء حزب المؤتمر في السجن. حيث شهدت الانتخابات، التي أجريت بعد الحرب بوقت قصير، فوز العصبة بمعظم المقاعد المخصصة للمسلمين. واستمر الجدال بين المؤتمر والعصبة، وفي نهاية المطاف، لم يتمكنا من التوصل إلى صيغة تقاسم للسلطة في الهند الموحدة. ما دفع بجميع الأطراف إلى الموافقة على الفصل بين استقلال الهند ذات الأغلبية الهندوسية، وميلاد دولة للأغلبية المسلمة، سميت باكستان.
كأول حاكم عام لباكستان، عمل جناح على تأسيس حكومة وسياسات للدولة الجديدة، ومساعدة الملايين من المسلمين الذين هاجروا من الهند إلى باكستان بعد التقسيم، والإشراف شخصيا على إنشاء مخيمات للاجئين. توفي جناح في سبتمبر 1948 عن عمر ناهز 71 سنة، أي أزيد من العام بقليل عن تاريخ استقلال باكستان عن الحكم البريطاني. رحل وقد ترك إرثا عظيما واحتراما في باكستان، على الرغم من أن النظرة إليه في الهند ليست بالجيدة. ووفق كاتب سيرته، ستانلي ولبرت، فإنه لا يزال أعظم قائد في باكستان.

## في السنوات المبكرة

### الخلفية
ولد جناح محمد علي جناح (بالإنجليزية: Mahomedali Jinnahbhai)،  على الأرجح في عام 1876،  في فترة كان يعيش فيها أبواه بونجا جنه وميثيباي (Mithibai) في شقة مستأجرة بالطابق الثاني في وزير مانشن (Wazir Mansion)، بمدينة كراتشي. كان مسقط رأس جناح في السند، وهي الآن جزء من دولة باكستان، ولكنها آنذاك كانت مرتبطة ببومباي في ظل الهند البريطانية. كان والده يعمل في التجارة وكانت مزدهرة، رغم أنه من عائلة نساجين في قرية بنلي (Paneli) بولاية جوندال الأميرية؛ وكانت والدته من نفس القرية أيضا. بعد زواجهما، انتقل والدا جناح إلى كراتشي حوالي عام 1875. حيث كانت تتمتع كراتشي بطفرة اقتصادية: خاصة بعد افتتاح قناة السويس في عام 1869، حيث أصبحت المدينة أقرب بـمئتي ميل بحري عن أوروبا للشحن مقارنة بمومباي.
كانت عائلة جناح تنتمي لفرقة البهرة الإسماعيلية، درس جناح تعاليم الإثنا عشرية ومذاهب أهل السنة والجماعة وكان ضليعا في الفقه الإسلامي. كان جناح الطفل الثاني؛ ولديه ثلاثة أشقاء وثلاث شقيقات، أصغرهن فاطمة جناح. كان والداه في الأصل يتحدثون بالغوجاراتية، وتعلم أطفالهم أيضا التحدث بلغات الكوتشي (Kutchi) والسندية والإنجليزية. عدا فاطمة، لا يعرف إلا القليل عن أشقائه، أين استقروا وهل اجتمعوا بشقيقهم بعد أن امتهن القانون والسياسة؟
في صباه، عاش جناح لبعض الوقت مع عمته في بومباي، وربما يكون قد تردد هناك على مدرسة كوجل داس تج (Gokal Das Tej) الابتدائية، ودرس في وقت لاحق في الكاتدرائية ومدرسة جون كونون (John Connon). في كراتشي، كما تردد على مدرسةُ الإسلام-السند ومدرسة جمعية التبشير المسيحي الثانوية. ومنها التحق بجامعة بومباي. في السنوات الأخيرة من حياته، وخصوصا بعد وفاته، سرى عدد كبير من القصص عن صبا مؤسس باكستان: وكيف أنه كان يقضي كل وقت فراغه في مخافر الشرطة، يستمع للمحاضر والتقارير، وأنه كان يقرأ كتبه تحت أضواء الشوارع لعدم وجود إضاءة أخرى، وكان جناح معجبا بشخصية خالد بن الوليد ويقرأ عنه ما يجد من كتب بالإنجليزية. ويقول كاتب سيرته الذاتية الرسمية، هيكتور بوليثو، قابل في عام 1954 زميل صبا لجناح على قيد الحياة، وروى له كيف أن جناح كان يحث الأطفال الآخرين على ترك اللعب بالكريات وسط الغبار والأتربة، وعلى الانتفاض والحفاظ على أيديهم وملابسهم نظيفة، ويرغبهم بلعب الكريكيت بدلا عن ذلك.

### في إنجلترا

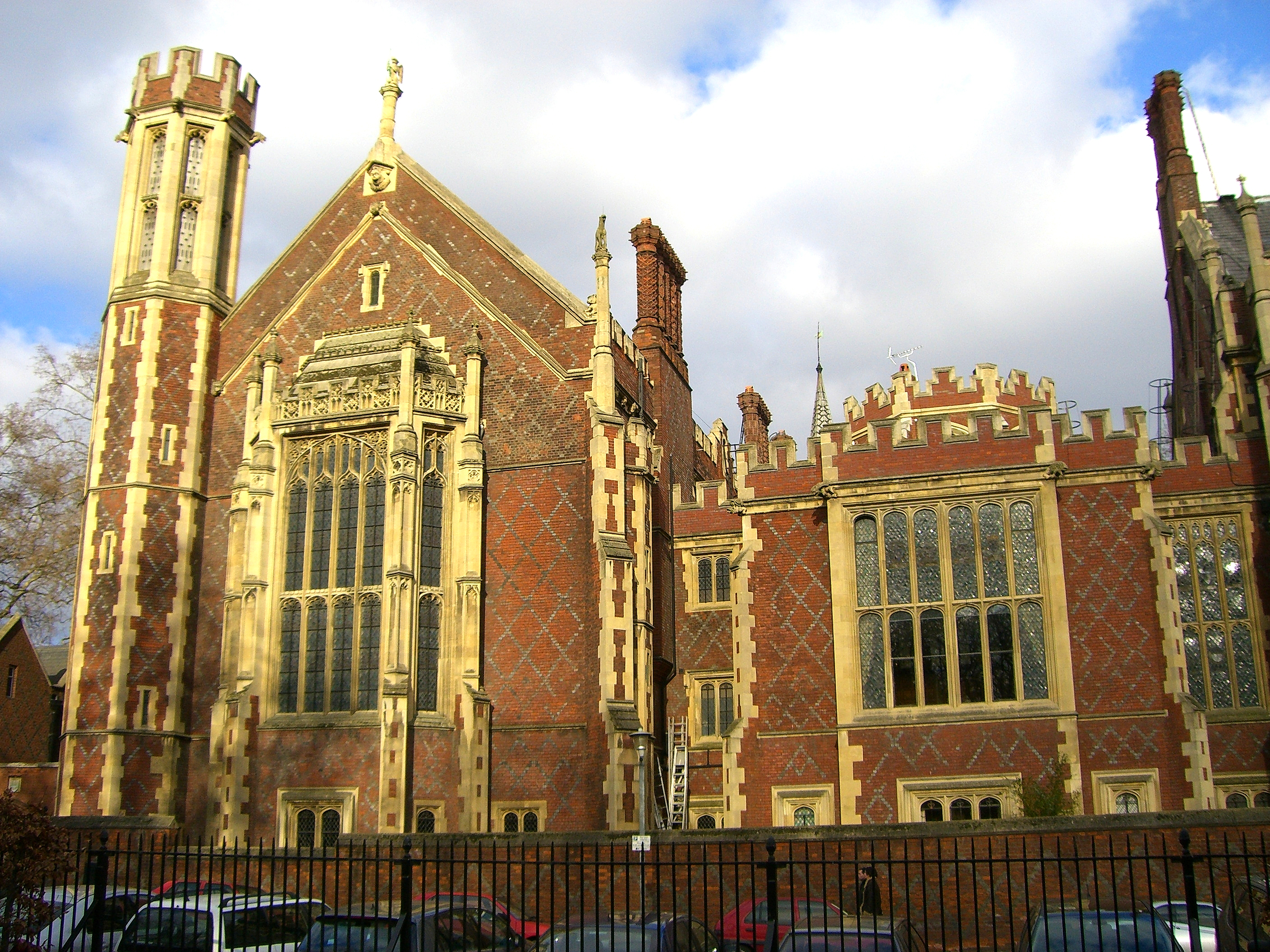
فندق لنكولن، في عام 2006

في عام 1892، عرض السير فريدريك لي كروفت، رجل أعمال وشريك لوالد جناح، على الشاب جناح التلمذة الصناعية في شركته، شركة غراهام للشحن والتجارة بلندن. قبل جناح بالمنصب رغم معارضة والدته، التي سعت قبل مغادرته، لتزويجه من اميبي، فتاة أصغر منه بعامين من قرية السلفي بنلي. أثناء غيابه في إنجلترا، توفيت أم جناح وزوجته الأولى. مثلت التلمذة الصناعية في لندن فرصة عظيمة لجناح، ولكن كان هناك سبب أخر وراء إرساله إلى الخارج تمثل في رفع دعوى قضائية ضد والده، وضعت ممتلكات العائلة في خطر حجز المحكمة لها. في عام 1893، انتقلت العائلة جناح بهي إلى بومباي.
بعد فترة وجيزة من وصوله إلى لندن، ترك جناح التلمذة الصناعية من أجل دراسة القانون. هذا الأمر أثار غضب والده، والذي كان قبل رحيله قد أعطاه ما يكفي من المال للعيش لمدة ثلاث سنوات. ولرغبته في أن يصبح محاميا، انتقل جناح إلى لينكولن، وأشار في وقت لاحق إلى أن سبب اختيار لينكولن الصغيرة على غيرها يرجع لأنها كانت المدخل الرئيسي لأسماء محامين كبار في العالم. ويلاحظ كاتب سيرة جناح ستانلي ولبرت أنه لم ترد مثل هذه التسجيلات، وإنما لوحة جدارية تظهر محمد مع محامين آخرين، ويخمن الكاتب بأن جناح قد ألف القصة من خياله لتجنب ذكر الصورة التي من شأنها أن تثير استياء كثير من المسلمين. اتبع التعليم القانوني لجناح في مقرات المحكمة نظام التلمذة، الذي كان شائعا هناك لعدة قرون. ولاكتساب المعرفة القانونية، اتبع محاميا وتعلم من أدائه، بالموازاة مع دراسة كتب القانون. خلال هذه الفترة، قصر اسمه إلى «محمد علي جناح» فقط.
خلال سنوات دراسته في إنجلترا، تأثر جناح بليبرالية بريطانية في القرن التاسع عشر، شأنه في ذلك شأن العديد من الزعماء المستقبليين لاستقلال الهند. شمل تعليمه السياسي التعرض لفكرة الدولة الديمقراطية والسياسة التقدمية. وصار معجبا بالقادة السياسيين الهنود البارسيين مثل داداباي نواروجي والسير فيروز شاه ميهتا (Pherozeshah Mehta). وكان نواروجي قد صار أول عضو في البرلمان من أصل هندي قبل وصول جناح بفترة وجيزة، منتصرا بأغلبية ثلاثة أصوات في فينسبوري المركزي. استمع جناح لأول خطاب له في مجلس العموم من قسم الزوار.
لم يكن العالم الغربي مصدر إلهام لجناح في حياته السياسية فقط، ولكن تأثير كبير أيضا على تفضيلاته الشخصية، خاصة فيما يتعلق باللباس. فقد تخلى جناح عن الزي الهندي وارتدى ملابس على النمط الغربي، وكان طوال حياته مهتما بمظهره وهندامه في الأماكن العامة. وقد بلغ في وقت من الأوقات أن امتلك أكثر من 200 طقما، كان يرتديها مع قميص أنيق بلياقات قابلة للخلع، وكمحام الزم نفسه بعدم ارتداء نفس ربطة العنق الحريرية مرتين أبدا. وحتى عندما كان يحتضر، أصر على أن يرتدي لباسا رسميا، قائلا: «أنا لن أسافر في منامة بلدي». في السنوات الأخيرة من حياته، كان عادة ما يرى معتمرا قبعة كاراكول، عرفت لاحقا باسم «طاقية جناح».
لعدم رضاه عن القانون، اشتغل جناح لفترة وجيزة في المسرح مع شركة شكسبيريان كومباني، ولكنه استقال بعد تلقيه رسالة صارمة من والده. في عام 1895، وفي سن ال 19، أصبح جناح أصغر محام هندي يُسْتَدعى لعارضة المحكمة في إنجلترا.  وعلى الرغم من أنه عاد إلى كراتشي، إلا انه لم يبق هناك سوى وقت قصير قبل أن ينتقل إلى بومباي.

## بداية الحياة القانونية والسياسية

### محام في المحاكم

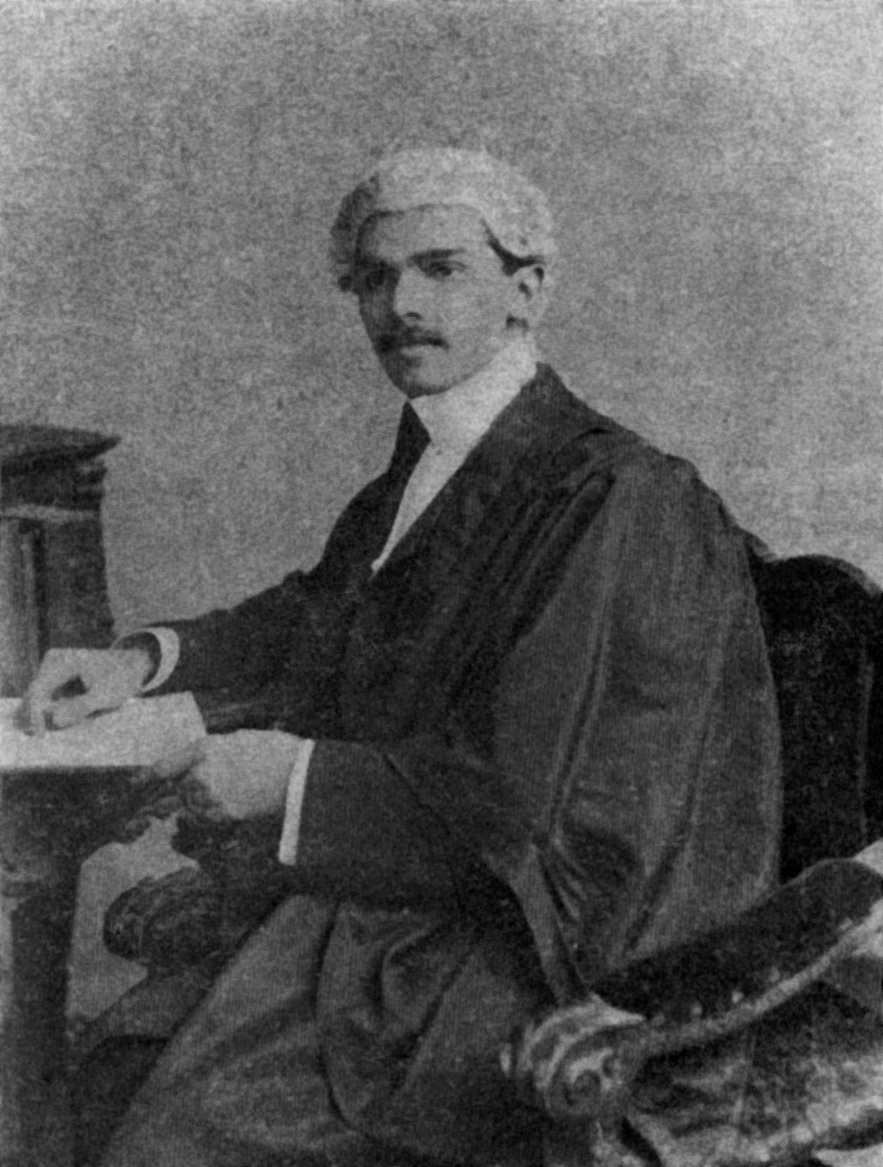
جناح المحامي

في سن العشرين، بدأ جناح ممارسة المحاماة في بومباي، وكان المحام المسلم الوحيد في المدينة. صارت الإنجليزية لغته الرئيسية، وظلت كذلك طوال حياته. في سنواته الثلاث الأولى في المهنة، ما بين 1897 و 1900، تلقى عددا قليلا من القضايا. جاءت خطوته الأولى نحو مستقبل مهني أكثر إشراقا عندما دعاه القائم بأعمال المحامي العام ببومباي، جون مولسورث ماكفيرسون، للعمل في مكاتبه. في عام 1900، غادر PH Dastoor، رئاسة قضاة بومباي مؤقتا ونجح جناح في شغل منصبه بالنيابة. بعد مدة ستة أشهر من تعيينه، عرضت على جناح وظيفة دائمة براتب شهري 1,500 روبية. رفض جناح هذا العرض بأدب، مشيرا إلى أنه يخطط لكسب 1,500 روبية في اليوم، وكان مبلغ ضخم آنذاك، وقد حققه. ومع ذلك، وكحاكم عام لباكستان، رفض قبول راتب كبير، وحدد راتبه بروبية واحدة في الشهر.
كمحام، اكتسب جناح شهرة لتعامله بمهارة في قضية "Caucus" سنة 1907. وكان قد نشأ جدل حول الانتخابات البلدية لبومباي، حيث زعم الهنود بأن «تجمع» من الأوروبيين سعى لإبقاء السير فيروز شاه ميهتا خارج المجلس. اكتسب جناح تقديرا كبيرا لتوليه قضية السير فيروز شاه، وكان هو نفسه محاميا. ورغم أن جناح لم يفز في هذه القضية، إلا أنه سجل ناجحا، وأصبح معروفا بمحاماته ومنطقه القانوني. في عام 1908، ألقي القبض على أحد منافسيه من أحد فصائل حزب المؤتمر الوطني الهندي، بال جانجادهار تيلاك، بتهمة إثارة الفتنة. بعد أن فشل تيلاك في تمثيل نفسه في المحاكمة، وكل جناح في محاولة لتأمين الإفراج عنه بكفالة. فشل جناح في ذلك، ولكنه حصل على حكم بالبراءة لتيلاك عندما وجهت إليه تهمة التحريض على الفتنة مرة أخرى في عام 1916.
يتذكر أحد زملاء جناح من محامي المحكمة العليا ببومباي بأن «ثقة جناح في نفسه لا تصدق»؛ وكيف أن قاض نبه جناح قائلا «السيد جناح، تذكر أنك لا تخاطب قاضيا من الدرجة الثالثة» وكيف رد جناح بقوله «سيادتكم، اسمحوا لي أن ألفت نظركم بأنكم لا تخاطبون مدافعا من الدرجة الثالثة». زميل آخر من زملائه المحامين يصفه:

### دخول السياسة

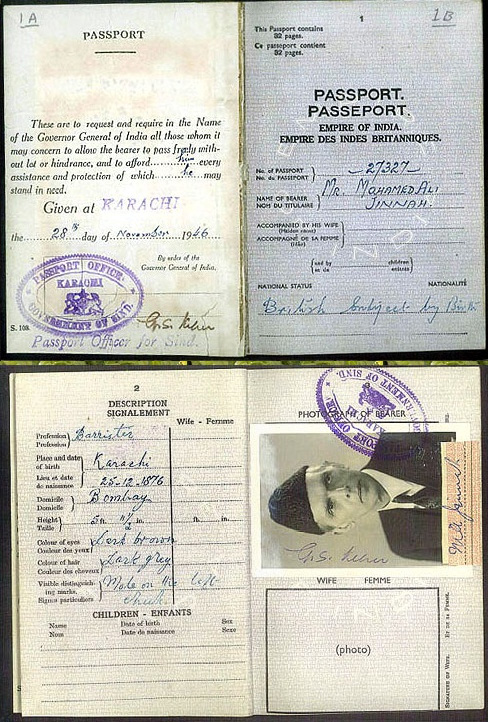
جواز سفر جناح أصدر تحت حكم الراج البريطاني

في عام 1857، ثار الكثير من الهنود ضد الحكم البريطاني. وفي أعقاب هذا الصراع، دعا بعض الهنود الإنجليز، فضلا عن الهنود في بريطانيا، إلى مزيد من الحكم الذاتي لشبه القارة الهندية، مما أدى إلى تأسيس المؤتمر الوطني الهندي في عام 1885. وقد تلقى معظم الأعضاء المؤسسين للمؤتمر تعليمهم في بريطانيا، وتقبلوا الحد الأدنى من الإصلاحات التي قامت بها الحكومة. لم يكن المسلمون متحمسين للنداءات بإقامة مؤسسات ديمقراطية في الهند البريطانية، حيث شكل تعدادهم ما بين ربع إلى ثلث السكان، وسط غالبية من الهندوس. ضمت الاجتماعات المبكرة للمؤتمر أقلية من المسلمين، معظمهم من النخبة. 
بدأ جناح الحياة السياسية من خلال حضور الاجتماع السنوي العشرين للمؤتمر في بومباي في ديسمبر 1904. وكان عضوا في مجموعة معتدلة في المؤتمر، لصالح الوحدة بين الهندوس والمسلمين لتحقيق الحكم الذاتي، تبعوا بعض زعماء مثل ميهتا، نواروجي، وجوبال كريشنا غوخالي. وعارضوا قادة آخرين مثل تيلاك وللا لاجبات راي، الذي سعوا لإجراءات سريعة من أجل الحرية. في عام 1906، التقى وفد من القادة المسلمين يرأسه الآغا خان الوالي الجديد للهند، اللورد مينتو، ليؤكدوا له ولائهم ولطلب تأكيدات بأن تكون أي إصلاحات سياسية محمية من «الغالبية الهندوسية غير المتعاطفة». غير راض عن هذا التصرف، كتب جناح رسالة إلى رئيس تحرير صحيفة الغوجاراتية، متسائلا عن حق أعضاء الوفد في التحدث باسم المسلمين الهنود، كونهم نصبوا أنفسهم من غير انتخاب. وعندما التقى العديد من نفس القادة في دكا في ديسمبر من نفس السنة لتشكيل عصبة مسلمي عموم الهند للدفاع عن مصالح مجتمعهم، عارضهم جناح مرة أخرى. كتب الآغا خان في وقت لاحق انه «من المثير للسخرية» أن جناح، الذي من شأنه أن يؤدي بالعصبة إلى استقلال، «أظهر عداء شديدا تجاه كل ما فعلته أنا وأصدقائي ... قال إن مبدأ فصل الناخبين يقسم الأمة على نفسها». ومع ذلك، في السنوات الأولى لها، لم تكن العصبة مؤثرة؛ ورفض اللورد مينتو النظر إليها كممثلة للمجتمع المسلم، وكانت غير فعالة في منع إلغاء تقسيم البنغال سنة 1911، الإجراء الذي نظر إليه على أنه ضربة لمصالح المسلمين.
على الرغم من معارضة جناح في البداية لفصل الناخبين المسلمين، إلا أنه استخدم هذا المطلب للحصول على أول منصب انتخابي له في عام 1909، ممثلا لمسلمي بومباي في المجلس التشريعي الإمبراطوري. وكان مرشح تسوية عندما وصل مسلمان معروفان من كبار السن يسعيان للمنصب إلى طريق مسدود. أوصى المجلس، الذي وسِعَّ لستين عضو كجزء من الإصلاحات التي سنها اللورد مينتو، الوالي بالتشريعات. يمكن للأعضاء الرسميين في مجلس فقط التصويت؛ أما الأعضاء غير الرسميين، مثل جناح، فليس لهم صوت. في حياته المهنة القانونية، ساهم جناح في التوصية بقوانين (مع العديد من الزبائن من نبلاء الهند)، فأدخل في عام 1911 مشروع قانون ترسيم عقود الوقف لوضع الثقة الدينية للمسلم على أساس قانوني سليم بموجب القانون الهندي البريطاني. بعد ذلك بعامين، جرت المصادقة عليه، وكان أول مشروع يرعاه عضو من غير المسؤولين يمرر في المجلس ويسنه الوالي. عين جناح أيضا في اللجنة التي ساعدت على إنشاء الأكاديمية العسكرية الهندية في «دهرا دون» (Dehra Dun).
في ديسمبر من عام 1912، خطب جناح في الاجتماع السنوي للعصبة الإسلامية، على الرغم من أنه لم يكن عضوا فيها بعد. وفي العام التالي التحق بالعصبة، وإلى جانب عضويته في المؤتمر، كانت لعضوية العصبة الأولوية الثانية بعد «القضية الوطنية الكبرى» من أجل تحرير الهند. في أبريل من عام 1913، وذهب مرة أخرى إلى بريطانيا، مع غوكهالي، للقاء مسؤولين بريطانيين نيابة عن المجلس. ذكر غوخال «الهندوسي»، في وقت لاحق بأن جناح «المتحرر من كل عوالق الطائفية تجعل منه خير سفير للوحدة بين الهندوس ومسلم». قاد جناح وفد آخر من المجلس إلى لندن في عام 1914، ولكن نظرا لبداية الحرب العالمية الأولى وجد اهتماما قليلا من المسؤولين بالإصلاحات في الهند. وبالصدفة، تواجد في بريطانيا في الوقت نفسه رجل سيصبح منافسا سياسيا كبيرا له، المهاتما غاندي، المحامي الهندوسي الذي أصبح معروفا للترويج لفكرة ساتياغراها، عدم التعاون اللاعنفي، عندما كان في جنوب أفريقيا. حضر جناح لحفل استقبال غاندي، وعاد إلى الهند في يناير 1915.

### القطيعة مع المؤتمر
تقوض فصيل جناح المعتدل في المؤتمر بوفاة ميهتا وغوكهالي في عام 1915؛ وصار معزول بحكم تواجد نواروجي في لندن، حيث بقي هناك حتى وفاته في عام 1917. مع ذلك، فقد نشط جناح في المؤتمر والعصبة معا. في عام 1916، ترأس جناح عصبة المسلمين، ووقعت المنظمتان على حلف لكناو، لتحديد حصص للمسلمين وللهندوس في التمثيل بمختلف المحافظات. على الرغم من أن الاتفاق لم ينفذ بالكامل أبدا، إلا أن توقيعه بشر بفترة من التعاون بين المؤتمر وعصبة المسلمين.
خلال الحرب، انضم جناح إلى الهنود المعتدلين في دعمهم للمجهود الحربي البريطاني، على أمل أن يكافأ الهنود بحريات سياسية. لعب جناح دورا هاما في تأسيس عصبة عموم الهند للحكم الذاتي في عام 1916. جنبا إلى جنب القادة السياسيين آني بيزنت وتيلاك، طالب جناح بـ«حكم ذاتي» للهند، حكم ذاتي في ظل الإمبراطورية (دومينيون) مماثل لما هو واقع في كندا ونيوزيلندا وأستراليا، ومع الحرب، لم يهتم الساسة في بريطانيا بالنظر في الإصلاح الدستوري الهندي. وأشار وزير مجلس الوزراء البريطاني إدوين مونتاغو إلى جناح في مذكراته، بقوله «شاب، مهذب تماما، مظهره يلفت النظر، مدجج حتى الأسنان بالجدلية، ومصر على كامل مخططه».

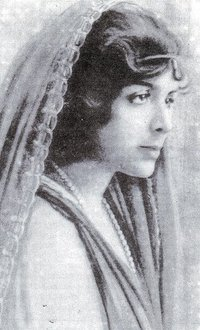
مريم جناح، زوجة جناح الثانية

في عام 1918، تزوج جناح زوجته الثانية رتِنْباي بيتي («روتي»). وكانت شابة عصرية تصغره ب 24 عاما، ابنة صديقه السير دنشاو بيتي، من نخبة عاوئل بارسي في بومباي. كانت هناك معارضة كبيرة لهذا الزواج من أسرة رتِنْباي والمجتمع بارسي، وكذلك من بعض الزعماء الدينيين المسلمين. تحدت رتِنْباي عائلتها وخاصة باعتناقها للإسلام، واتخاذها لإسم (على الرغم من عدم استخدامه) مريم جناح، مما أدى إلى قطيعة دائمة مع أسرتها والمجتمع بارسي. أقام الزوجان في بومباي، مع كثرة السفر في جميع أنحاء الهند وأوروبا. رزقا الزوجان بطفلة سميت دينا جناح، ولدت في 15 أغسطس 1919. انفصل الزوجان قبل وفاة رتِنْباي في عام 1929، وتولت بعد ذلك فاطمة أخت جناح العناية به وابنته.
توترت العلاقات بين الهنود والبريطانيين في عام 1919 عندما وسع المجلس التشريعي الإمبراطوري قيود حالة الطوارئ الحربية على حساب الحريات المدنية؛ الأمر الذي دفع جناح للاستقالة منه. كانت هناك اضطرابات في مختلف أنحاء الهند، وتفاقمت بعد مذبحة جليان والا باغ (Jallianwala Bagh) في أمريتسار، أين أطلقت القوات البريطانية النار على تجمع لمحتجين، ما أسفر عن مقتل المئات. في أعقاب أحداث أمريتسار، دعا غاندي، الذي كان قد عاد إلى الهند وأصبح زعيما يحظى باحترام واسع ومؤثر للغاية في المجلس، لـ ساتياغراها ضد البريطانيين. اكتسب اقتراح غاندي دعما واسع النطاق من الهندوس، كما اجتذب الكثير من المسلمين من فصيل «خلافات». سعى هؤلاء المسلمون، وبدعم من غاندي، للإبقاء على الخلافة العثمانية، التي تمثل القيادة الروحية لكثير من المسلمين. وكان الخليفة هو السلطان العثماني، الذي حرم من تبعية كثير من الأقاليم لسلطته إثر هزيمة دولته في الحرب العالمية الأولى. وكان غاندي قد حقق شعبية كبيرة بين المسلمين بسبب عمله خلال الحرب نيابة عن مسلمين قتلوا أو سجنوا. وخلافا لجناح وغيره من قادة المؤتمر، لم يكن غاندي يرتدي ملابس غربية الطراز، وبذل قصارى جهده لاستخدام اللغة الهندية بدلا عن الإنجليزية، وقد كانت متجذرة بعمق في الثقافة الهندية. اكتسب نمط غاندي المحلي في القيادة شعبية كبيرة لدى الشعب الهندي. انتقد جناح دفاع غاندي عن فصيل خلافات، الذي رأى فيه تأييدا للتعصب الديني. واعتبر جناح حملة ساتياغراها التي يقترحها غاندي كفوضى سياسية، ومعتقدا أن الحكم الذاتي ينبغي تأمينه من خلال الوسائل الدستورية. فعارض غاندي، ولكن اتجاه الرأي العام الهندي كان ضده. في دورة المؤتمر لسنة 1920 في ناغبور، أوقع النواب جناح أرضا بموافقتهم على اقتراح غاندي، وانتهاج ساتياغراها حتى تحرير الهند. لم يحضر جناح الاجتماع الدوري اللاحق، ومكث في نفس المدينة، والتي أقرت قرارا مماثلا. وبسبب اتجاه المؤتمر إلى تأييد حملة غاندي، استقال جناح منه، وترك جميع المناصب باستثناء عصبة المسلمين.

## مرحلة الفراغ في إنجلترا
كرس جناح الكثير من وقته للممارسة القانونية في أوائل عشرينيات القرن السابق، ولكن ظل منخرطا سياسيا. لم يدم التحالف بين غاندي و«حركة خلافات» طويلا، وأثبتت حملة المقاومة ضعفا في الفعالية عن ما كان مأمولا منها، باستمرار عمل المؤسسات الهندية. بحث جناح عن أفكار سياسية بديلة، وفكر في تنظيم حزب سياسي جديد ينافس المؤتمر. في سبتمبر عام 1923، انتخب جناح عضوا مسلما لبومباي في الجمعية التشريعية المركزية الجديدة. وأظهر قدرا كبيرا من المهارة كبرلماني، بتنظيم العديد من أعضاء الهنود للعمل مع حزب سواراج، واستمر في المطالبة بحكومة ذات مسؤولية كاملة. في عام 1925، وتقديرا لأنشطته التشريعية، عرض عليه «لقب الفارس» من اللورد ريدينغ الذي كان سيعتزل الولاية لصالح التاج البريطاني. فأجاب: «أنا أفضل أن أكون ببساطة السيد جناح».
في عام 1927، قامت الحكومة البريطانية، بقيادة ستانلي بلدوين رئيس الوزراء المحافظ، بإجراء استعراض للعشر سنوات من السياسة الهندية في ظل قانون حكومة الهند لسنة 1919. بدأ الاستعراض سنتين أثناء عهدة بلدوين الذي خشى أن يخسر الانتخابات القادمة (وهو الأمر الذي وقع في عام 1929). وقد كان مجلس الوزراء تحت تأثير الوزير ونستون تشرشل، الذي عارض بشدة الحكم الذاتي للهند، وأعرب الأعضاء عن أملهم بتعيين لجنة مبكرا، لإن سياسات الهند التي فضلوا بقاءها من شأنها أن تحافظ على حكومتهم. اللجنة الناتجة، بقيادة النائب الليبرالي جون سيمون وغالبية من المحافظين، وصلت إلى الهند في مارس 1928. وشهدت مراسيم استقبال اللجنة مقاطعة لها من زعماء الهند، المسلمين والهندوس على حد سواء، لغضبهم من الرفض البريطاني لضم ممثليهم للجنة. رغم ذلك، فإن أقلية من المسلمين، انسحبت من العصبة، واختارت استقبال اللجنة ورحبت بسيمون في ظل تبرؤ جناح. ظلت معظم أعضاء المجلس التنفيذي للعصبة مواليا للجناح، وجاء الاجتماع الدوري في ديسمبر 1927 إلى يناير 1928 ليأكده كرئيسا دائما للعصبة. وقال جناح في تلك الدورة للمندوبين بأن "حربا دستورية قد أعلنت على بريطانيا العظمى. وأن المفاوضات للتوصل إلى تسوية لم تأتي من جانبنا ... ومن خلال تعيين لجنة من البيض حصرا، فإن [أمين الدولة للهند] بيركينهيد يقول بعدم قدرتنا على حكم ذاتي ".
تحدى بيركينهيد، في عام 1928، الهنود بأن يتوصلوا إلى اقتراح خاص بهم من أجل تغيير دستوري للهند. وردا على ذلك، عقدت لجنة من المؤتمر تحت قيادة جواهر لال نهرو. رجح تقرير نهرو تقسيم دوائر انتخابية على أساس جغرافي من مبدأ أن من شأن الانتخابات أن تربط المجتمعات مع بعضها البعض. ولكن جناح كان مع فصل لازم للناخبين، على أساس ديني، لضمان صوت للمسلمين في الحكومة، وكان على استعداد للتنازل عن هذه النقطة، لكن المحادثات بين الطرفين فشلت. قدم مقترحا رابعا آملا أن ترضي مجموعة واسعة من المسلمين وتوحد العصبة، داعيا إلى تمثيل إلزامي للمسلمين في المجالس التشريعية والمكاتب. أصبحت مقترحاته تعرف بنقاط جناح الأربع عشرة. لم يستطع جناح تأمين اعتماد النقاط الأربع عشرة، ففي الاجتماع الدوري في دلهي الذي كان يأمل في حصول على تصويت فيه، طغت عليه صراعات داخلية.
بعد هزيمة بالدوين في الانتخابات البرلمانية البريطانية لعام 1929، أصبح رامزي ماكدونالد من حزب العمال رئيسا للوزراء. رغب ماكدونالد في عقد مؤتمر للقادة الهنود والبريطانيين في لندن لمناقشة مستقبل الهند، ولقي هذا المسار دعم من جناح. تعاقبت ثلاثة مؤتمرات على مدى سنوات عديدة لم تؤدي أي منها إلى تسوية. كان جناح من ضمن المشاركين في المؤتمرين الأولين، ولكن لم يدع إلى الأخير. وظل في بريطانيا أغلب الفترة من 1930 إلى عام 1934، يمارس المحاماة في الجنة القضائية للمجلس الخاص، حيث تعامل مع عدد من القضايا المتعلقة بالهند. اختلف كتاب سيرته حول سبب بقائه طويلا في بريطانيا، ولبرت يؤكد أن جناح كان سيصير لوردا في القانون، لبقية حياته، ولكنه بدلا من ذلك سعى جناح لمقعد برلماني. ونفى هيكتور بوليثو، كاتب سيرة من الأوائل، أن يكون جناح قد سعى لدخول البرلمان البريطاني، في حين يرى جاسوانت سينغ أن الوقت الذي قضاه جناح في بريطانيا كان كفسحة أو تفرغ من النضال الهندي. سمى بوليثو هذه الفترة «سنوات جناح للترتيب والتأمل ما بين فترة النضال الأولى، والعاصفة الأخيرة للفتح».
في عام 1931، انضمت فاطمة جناح لشقيقها في إنجلترا. ومنذ ذلك الحين، تلقى محمد جناح الرعاية الشخصية والدعم من أخته في سن بدأ يعاني فيه من أمراض الرئة التي تسببت في وفاته. عاشت وسافرت معه، وأصبحت مستشارته المقربة. وتلقت دينا، ابنة محمد جناح، تعليمها في إنجلترا والهند. ابتعد جناح في وقت لاحق عن دينا بعد أن قررت الزواج من مسيحي، نيفيل واديا رجل أعمال من عائلة بارسي. عندما حث جناح ابنته دينا على الزواج من مسلم، ذكرته بأنه قد تزوج من امرأة ربيت على دين مختلف. استمر جناح في التواصل وديا مع ابنته، ولكن العلاقة الشخصية ظلت متوترة، فهي لم تزر باكستان في حياته، ولكن فقط لجنازته.

## العودة إلى السياسة
ابتداء من عام 1933، بدأ الهنود المسلمون، وخصوصا من الأقاليم المتحدة، بحث جناح على العودة إلى الهند وقيادة العصبة الإسلامية مرة أخرى، المنظمة التي تراجع نشاطها. وكان لا يزال الرئيس الفخري للعصبة،  لكنه امتنع عن السفر إلى الهند لترؤس دورة العصبة في شهر أبريل 1933، مجيبا كتابيا بانه لا يستطيع ربما العودة إلى هناك قبل نهاية العام. من بين أولئك الذين اجتمعوا بجناح لطلب عودته كان لياقت علي خان، الذي سيكون شريكا سياسيا رئيسيا لجناح في السنوات القادمة وأول رئيس وزراء باكستان. وبناء على طلب من جناح، ناقش لياقت عودته مع عدد كبير من السياسيين المسلمين. وفي مطلع عام 1934، انتقل جناح إلى شبه القارة الهندية، وعلى الرغم من ذلك ظل يتنقل بين لندن والهند في أعمال تجارية لبضع سنوات تالية. باع منزله في هامبستيد وتوقف عن الممارسة القانونية في بريطانيا.
انتخب مسلمو بومباي جناح، رغم تواجده في لندن، ممثلا لهم في المجلس التشريعي المركزي في أكتوبر 1934. أعطى قانون 1935، الصادر عن الحكومة البرلمانية البريطانية في الهند، قوة كبيرة للمحافظات الهندية مقابل برلمان مركزي ضعيف في نيودلهي. حيث لا يمتلك البرلمان المركزي أي سلطة على مسائل مثل السياسة الخارجية والدفاع وجزء كبير من الميزانية. وظلت السلطة الكاملة في يد والي الملك، والذي يمكنه أن يحل المجلس التشريعي ويحكم بالمراسيم. قبلت العصبة على مضض بالمخطط، وعبرت عن تحفظاتها إزاء ضعف البرلمان. كان المؤتمر أفضل استعدادا لانتخابات مجالس المحافظات في عام 1937، وفشلت العصبة في الفوز بأغلبية المقاعد حتى في حصة المسلمين في أي من المحافظات التي كانت فيها الغالبية للمسلمين. ورغم فوزها بأغلبية مقاعد المسلمين في دلهي، ولكنها لم تتمكن من تشكيل حكومة، كما كانت جزءا من الائتلاف الحاكم في ولاية البنغال. شكل المؤتمر وحلفائه حكومة في مقاطعة الحدود الشمالية الغربية، حيث لم تفز العصبة بأي مقاعد على الرغم من كون سكان المقاطعة من غالبية مسلمة.

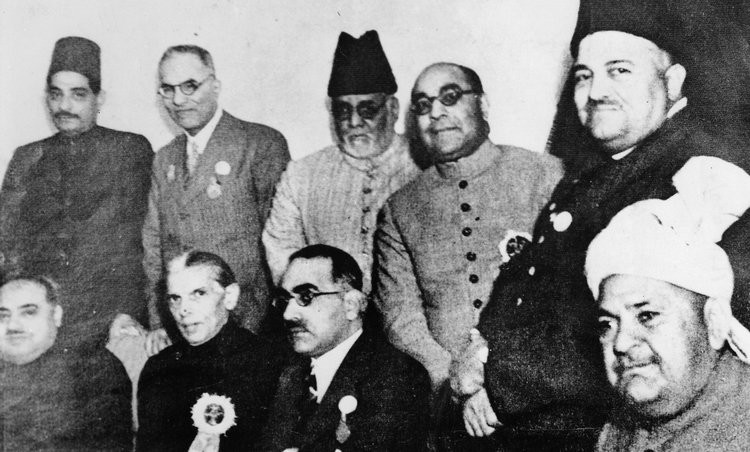
جناح (في الواجهة على يسار) مع لجنة العمل في العصبة الإسلامية بعد اجتماع في لكنو، أكتوبر 1937

وفقا لسينغ، «كان لأحداث عام 1937 تأثيرا فظيعا، أشبه بالصدمة على جناح». فبالرغم من إيمانه خلال عشرين عاما خلت بأنه يمكن للمسلمين أن يحموا حقوقهم في الهند الموحدة من خلال انتخابات منفصلة، وبرسم حدود للمحافظات تحمي الأغلبية المسلمة، وبغيرها من الحقوق للأقليات، إلا أن الناخبين المسلمين فشلوا في التوحد، وتلاشت القضايا التي كان جناح يأمل في السير فيها قدما وسط هذا الاقتتال الداخلي. سجل سينغ تأثير انتخابات 1937 على الرأي السياسي المسلم، «عندما شكل المؤتمر حكومة في حين اتخذ أغلب المسلمين مقاعدا للمعارضة، واصطدم المسلمون غير المنتمين للمؤتمر فجأة بهذا الواقع القاسي وشبه العجز السياسي الكلي. وتأكد لهم، وكأنها الصاعقة، بأنه حتى لو أن المؤتمر لم يفز بمقعد مسلم واحد ... فإنه قد حصل على أغلبية مطلقة في مجلس النواب، على أساس المقاعد العامة، ما سمح له بتشكيل حكومة بمفرده ...».
في العامين التاليين، عمل جناح على حشد الدعم للعصبة بين المسلمين. وحصل على الحق في الحديث لصالح حكومات يقودها مسلمون في محافظتي البنغال والبنجاب أمام الحكومة المركزية في نيودلهي. كان يعمل لتوسيع العصبة، فقلل تكلفة العضوية لاثنين أنان (⅛ من الروبية)، ما يكافئ نصف ما يكلف الانضمام إلى حزب المؤتمر. وقام بإعادة هيكلة العصبة على غرار حزب المؤتمر، ووضع معظم السلطة بين يدي لجنة العمل، التي نصبها. وبحلول ديسمبر عام 1939، قدر لياقت أن عدد المنتسبين للعصبة بلغ ثلاثة ملايين عضو.

## النضال من أجل باكستان

### خلفية الاستقلال

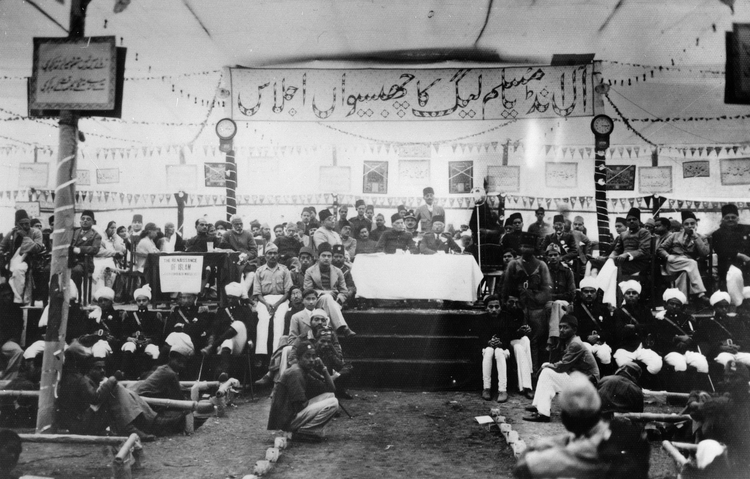
جناح يتحدث في إحدى دورات العصبة الإسلامية في بارما، 1938

حتى أواخر ثلاثينيات القرن الماضي، كان يعتقد معظم المسلمين تحت الحكم البريطاني، بأنه عند الاستقلال، سيكونون جزءا من دولة موحدة تشمل كل الهند البريطانية، وكذلك اعتقد الهندوس وغيرهم ممن طالب بالحكم الذاتي. ولكن البعض قدم مقترحات قومية الأخرى. في خطاب ألقاه في مدينة الله أباد أمام الحضور في دورة الرابطة لعام 1930، دعا السير محمد إقبال لقيام دولة للمسلمين في الهند. ونشر شودري رحمت علي كتيبا في عام 1933 للدعوة إلى دولة «باكستان» في وادي نهر السند، وأسماء أخرى لمناطق ذات أغلبية مسلمة في أماكنة أخرى من الهند. تراسل جناح وإقبال في عام 1936 و1937؛ في السنوات اللاحقة، وضع جناح بعدها إقبال في مقام المعلم، واستخدم أفكار أساليب الخطابة عند إقبال.
على الرغم من أن العديد من قادة المؤتمر قد سعوا لحكومة مركزية قوية لدولة الهند، وحتى بعض السياسيين المسلمين، بما في ذلك جناح، ولكن بشرط توفير حماية قوية لمجتمعهم. بعض المسلمين الآخرين ساندوا المؤتمر، والذي دعا رسميا لدولة علمانية عند الاستقلال، على الرغم من أن الفصيل التقليدي (بما في ذلك السياسيين مثل مادان موهان مالافيا وساردار فالاباي باتل) كان يعتقد بأن على الهند المستقلة أن تسن قوانين مثل حظر قتل الأبقار وترسيم اللغة الهندية لغة وطنية. فشل قيادة المؤتمر التنكر للهندوس الاشتراكيين أثر قلق المسلمين الداعمين للمؤتمر. ومع ذلك، ظل المؤتمر يتمتع بدعم معتبر من المسلمين إلى غاية 1937.
صار الانفصال واضحا بين المسلمين والهندوس بعد الأحداث التي تلت المحاولة الفاشلة لتشكيل حكومة ائتلافية بين المؤتمر والرابطة في المقاطعات المتحدة بعد انتخابات 1937. وفقا للمؤرخ إيان تالبوت «لم تبذل حكومات المقاطعات التابعة للمؤتمر أي جهد لفهم واحترام الحساسيات الثقافية والدينية الخاصة بالسكان المسلمين '. وأكدت رابطة المسلمين بأنها وحدها يمكنها حماية مصالح المسلم وحصلت بذلك على دفعة قوية. وصار جليا، فقط بعد هذه الفترة من حكم المؤتمر، طلب الرابطة بقيام دولة باكستان ...» 
أشار بالراج بوري، في مقالة صحفية له عن جناح، إلى أن رئيس رابطة المسلمين وبعد تصويت عام 1937، قد تحول إلى فكرة التقسيم وقد أصابه «يأس كبير». مؤرخ أكبر س. أحمد يشير إلى أن جناح تخلى عن أمل التصالح مع الكونغرس وهو «يعيد اكتشاف جذوره [الإسلامية]، شعوره الخاص بالهوية والثقافة والتاريخ، والتي صارت طاغية على نحو متزايد في السنوات الأخيرة من حياته». صار جناح يلبس على نحو متزايد لباس المسلمين في أواخر الثلاثينيات. وطالب جناح في أعقاب عملية الاقتراع 1937 أن تسوى مسألة تقاسم السلطة في كل الهند، وأن يقبل، بصفته رئيس للرابطة، كمتحدث وحيد عن المجتمع مسلم. 

### الحرب العالمية الثانية وقرار لاهور

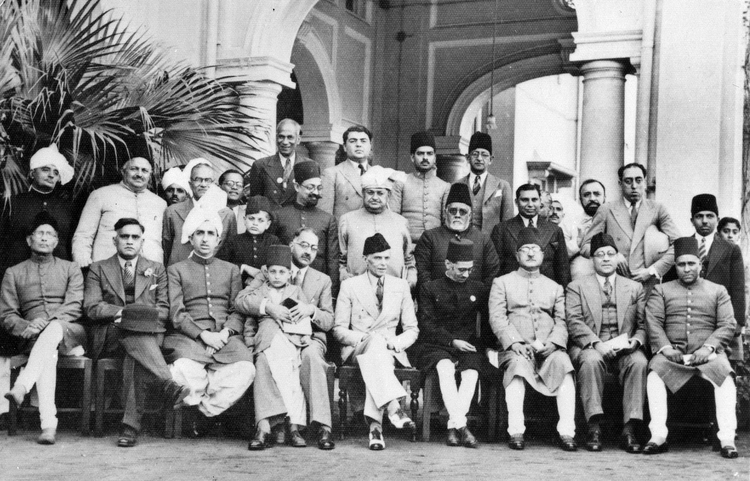
قادة رابطة مسلم، 1940. يجلس جناح في المركز.

في الثالث من سبتمبر عام 1939، أعلن رئيس الوزراء البريطاني نيفيل تشامبرلين الحرب على ألمانيا النازية. وفي اليوم التالي، أعلن والي الملكة على الهند، اللورد ينليثغو، دون استشارة القادة السياسيين الهنود، بأن الهند قد دخلت الحرب إلى جانب بريطانيا. وكانت هناك احتجاجات واسعة في الهند. وبعد لقائه مع جناح ومع غاندي، أعلن ينليثغو أن المفاوضات بشأن الحكم الذاتي قد علقت إلى انتهاء الحرب. وفي 14 سبتمبر، طالب المؤتمر بالاستقلال الفوري مع جمعية تأسيسية لوضع دستور يقرر؛ عندما رفض ذلك، استقالت حكومات المقاطعات الثمان التابعة له في 10 نوفمبر وظلت تلك المقاطعات تحكم بعد ذلك بالمراسيم للفترة المتبقية من الحرب. كان جناح، من الجهة الأخرى، أكثر استعدادا لتفهم البريطانيين، وبالمقابل ازداد اعتراف البريطاني به وبالرابطة كممثلين لمسلمي الهند. وقال في وقت لاحق جناح «، بعد بدء الحرب... كنت أعامل على بنفس قدر السيد غاندي. كنت مستغربا لماذا تم ترقيتي وإعطائي مكانا إلى جنب السيد غاندي». على الرغم من أن الرابطة لم تدعم بنشاط الجهد الحربي البريطاني، ولم تحاول عرقلته.
مع تزايد التعاون بين المسلمين البريطانيين إلى حد ما، طلب الوالي من جناح التعبير عن موقف رابطة المسلمين من مسألة الحكم الذاتي، واثقا بأنه سيكون مختلفا كثيرا عن موقف المؤتمر. من أجل تقديم هذا الموقف، اجتمعت لجنة العمل في الرابطة لمدة أربعة أيام في شهر فبراير 1940 لوضع الخطوط المرجعية للجنة الدستورية الفرعية. طلبت لجنة العمل من اللجنة الفرعية العودة باقتراح من شأنه أن يؤدي إلى «سيادة مستقلة مع علاقة مباشرة ببريطانيا العظمى» حيث تكون المهيمنة للمسلمين. في 6 فبراير، أبلغ جناح الوالي بأن الرابطة سوف تطالب بالتقسيم بدلا عن الاتحاد المنصوص عليه في قانون 1935. جاء قرار لاهور (والمسمى أحيانا «قرار باكستان»، على الرغم من أنه لا يحتوي على هذا الاسم)، المرتكز على عمل اللجنة الفرعية، متبنيا لنظرية الأمتين، ودعا إلى اتحاد من المحافظات ذات الأغلبية المسلمة في شمال غرب الهند البريطانية، بحكم ذاتي كامل. مع منح حقوق مماثلة للمناطق ذات الأغلبية المسلمة في الشرق، وحماية غير محددة تعطى للأقليات المسلمة في المحافظات الأخرى. وافقت الرابطة على القرار في دورة لاهور في 23 مارس 1940.

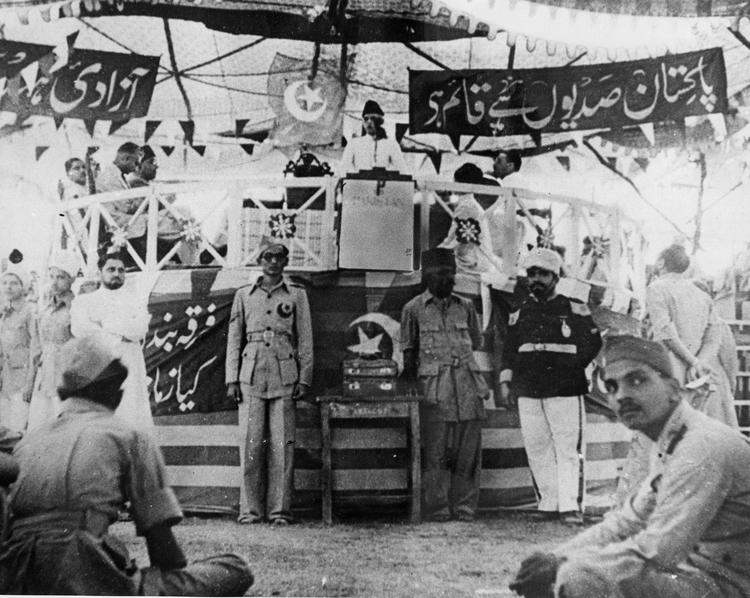
جناح يلقي خطابا في نيودلهي، 1943

كان ردة فعل غاندي على قرار لاهور صامتة؛ وسماه بـ«المحير»، ولكنه قال لمريديه بأن المسلمين، مشتركون مع سكان الهند الآخرين، في الحق في تقرير المصير. كان قادة المؤتمر أكثر صخبا؛ جواهر لال نهرو (ابن موتلال) أشار إلى قرار لاهور بأنها «مقترحات رائعة من جناح»، بينما اعتبر Chakravarti Rajagopalachari رؤية جناح للتقسيم «علامة على وجود عقلية مريضة» التقى ينليثغو مع جناح في يونيو 1940، بعد فترة وجيزة من ترأس ونستون تشرشل للحكومة البريطانية، وعرض في شهر أغسطس على كل من المؤتمر والرابطة صفقة حيث أنه في مقابل الدعم الكامل للحرب، فإن ينليثغو يسمح بتمثيل للهنود في مجالسه الكبرى للحرب. وعد الوالي بهيئة تمثيلية بعد الحرب لتحديد مستقبل الهند، وأنه لن تفرض أي تسوية مستقبلية يعارضها جزء كبير من السكان. لم يكن ذلك مرضيا لا للمؤتمر ولا للرابطة، على الرغم من سرور جناح بتقدم البريطانيين في اعترافهم بجناح كممثل لمصالح المجتمع المسلم. تحجم جناح عن تقديم أي مقترحات محددة حول حدود باكستان، أو علاقاتها مع بريطانيا ومع بقية شبه القارة الهندية، خوفا من أن أي خطة دقيقة قد تقسم الرابطة.
دفع الهجوم الياباني على بيرل هاربور في ديسمبر 1941 الولايات المتحدة إلى دخول الحرب. في الأشهر التالية، تقدم اليابانيون في جنوب شرق آسيا، وأرسل مجلس الوزراء البريطاني بعثة بقيادة السير ستافورد كريبس لمحاولة التوفيق بين الهنود ودفعهم إلى دعم تمام للحرب. اقترح كريبس إعطاء بعض المحافظات ما كان دعي بـ «الخيار المحلي» بالبقاء خارج الحكومة المركزية الهندية إما لفترة من الوقت أو بشكل دائم، بالإبقاء على سيادتها لنفسها أو أن تكون جزءا من كونفدرالية أخرى. كانت رابطة المسلمين بعيدة عن الفوز بالأصوات المطلوبة من أجل الانفصال في تشريعيات المقاطعات المختلطة مثل البنغال والبنجاب، ورفض جناح المقترحات لأنها لم تعترف بما فيه الكفاية بحق باكستان في الوجود. كما رفض المؤتمر خطة كريبس، مطالبا بتنازلات مباشرة لم يكن كريبس مستعدا لإعطائها. وعلى الرغم من الرفض، نظر جناح والرابطة لاقتراح كريبس وكأنه اعتراف بباكستان من حيث المبدأ.

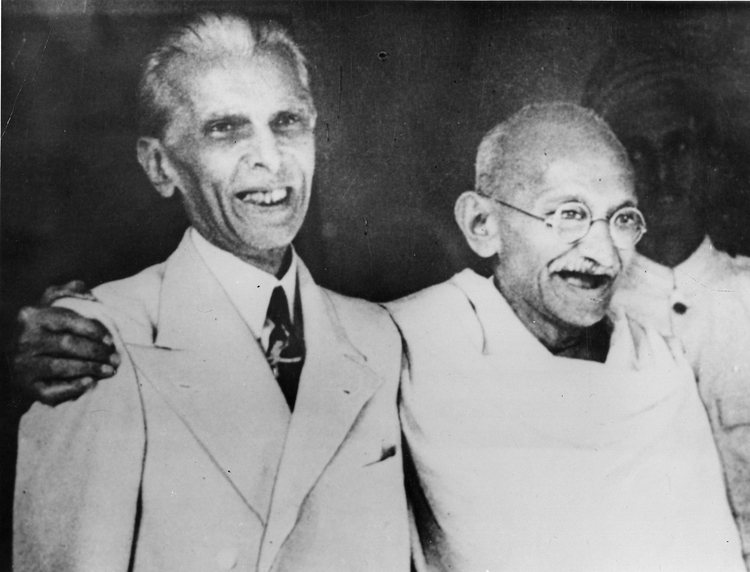
جناح مع غاندي عام 1944

رد المؤتمر، في أغسطس عام 1942، على بعثة كريبس الفاشلة بالمطالبة البريطانيين بـ«الرحيل عن الهند» فورا، معلنا عن حملة ساتياغراها شاملة حتى يرحلوا. ألقى البريطانيون القبض فورا على معظم القادة الرئيسيين للمؤتمر وسجنهم للفترة المتبقية من الحرب. فيما وضع غاندي في الإقامة الجبرية في أحد قصور الآغا خان قبل الإفراج عنه لأسباب صحية في عام 1944. بغياب قادة المؤتمر عن المشهد السياسي، حذر جناح من خطر الهيمنة الهندوسية وحافظ على طلب باكستان من دون الخوض في تفاصيل كثيرة حول ما سيترتب عنه. عمل جناح أيضا على زيادة السيطرة السياسية للرابطة على مستوى المقاطعات. وساعد على تأسيس صحيفة داون في أوائل الأربعينيات في دلهي؛ كما ساعد في نشر رسالة الرابطة والتي صارت الصحيفة الرئيسية باللغة الإنجليزية في باكستان.
في سبتمبر عام 1944، التقى جناح بغاندي، المفرج عنه بعدما قضا فترة من الوقت في سجنه الفخم، وكان ذلك في منزل زعيم مسلم على مالابار هيل في بومباي. بعد أسبوعين من المحادثات التي لم تسفر عن اتفاق. أصر جناح على اعتراف البريطانيين بباكستان قبل رحيلهم، وتأسيسها على الأرض فور رحيلهم، في حين اقترح غاندي بأن تقام استفتاءات حول التقسيم بعد فترة من اكتساب الهند الموحدة لاستقلالها. في مطلع عام 1945، اجتمع لياقت بزعيم المؤتمر Bhulabhai ديساي، بموافقة من جناح واتفقا على أنه بعد الحرب، ينبغي على المؤتمر والرابطة تشكيل حكومة مؤقتة وأن أعضاء المجلس التنفيذي للوالي يجب أن يرشحهم المؤتمر والرابطة بأعداد متساوية. وعندما أفرج عن قيادي المؤتمر من السجن في يونيو عام 1945، تنكروا للاتفاق وأدانوا ديساي لتصرفه من دون سلطة مناسبة.

### ما بعد الحرب
خلف المشير الفيكونت يفل اللورد ينليثغو في منصب والي الملكة على الهند في عام 1943. في يونيو عام 1945، وفي أعقاب الإفراج عن قادة المؤتمر، دعا ويفل لعقد مؤتمر، دعيت إليه شخصيات بارزة من مختلف الطوائف للاجتماع بالوالي الجديد في سيملا. اقترح تشكيل حكومة مؤقتة على أسس ما توافق عليه لياقت وديساي. ومع ذلك، كان يفل غير راغب في ضمان أن تذهب المقاعد المخصصة للمسلمين إلى مرشحي الرابطة. قدمت كل المجموعات الأخرى المدعوة قوائم لمرشحيها إلى الوالي. قطع يفل المؤتمر في منتصف يوليو تموز دون مزيد من السعي لاتفاق؛ كان ذلك والانتخابات العامة البريطانية وشيكة، فلم تشعر حكومة تشرشل بالقدرة على المضي قدما.

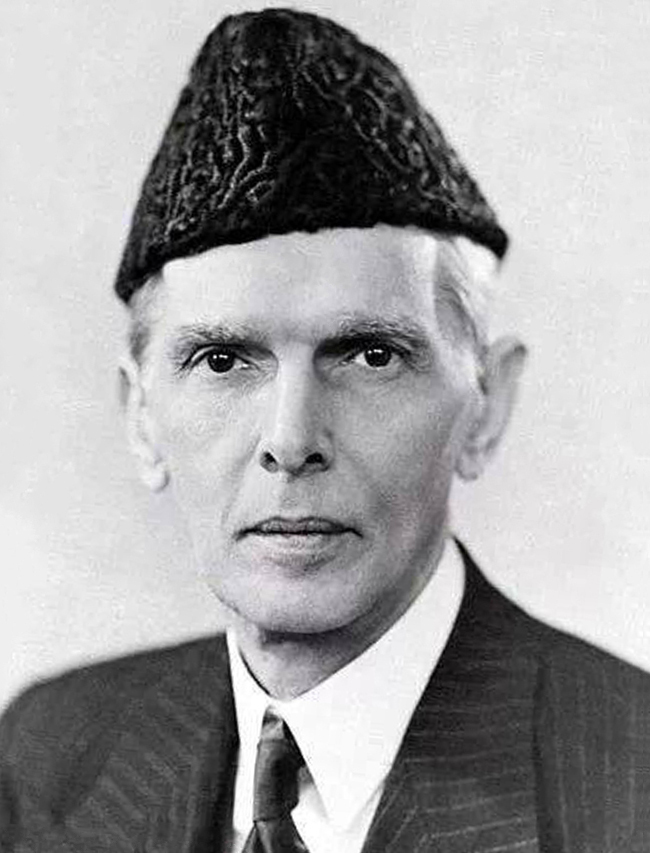
صورة من جناح (1945)

انتخب الشعب البريطاني كليمنت أتلي وحزب العمال في وقت لاحق في يوليو. أمر أتلي ووزيره المكلف بالهند، اللورد فريدريك بثيك-ورانس، بمراجعة فورية للوضع الهندي. لم يعلق جناح على تغير الحكومة البريطانية، لكنه دعا لاجتماع لجنة العمل في الرابطة، وأصدر بيانا يدعو إلى إجراء انتخابات جديدة في الهند. صار للرابطة تأثيرا على مستوى المقاطعات ذات الأغلبية المسلمة من خلال التحالف، واعتقد جناح بأنه إن سنحت الفرصة للرابطة، فإنها ستحسن مكانتها الانتخابية وتقدم دعما إضافيا لمطالبته بأن يكون المتحدث الوحيد للمسلمين. عاد يفل إلى الهند في سبتمبر بعد التشاور مع الحكام الجدد في لندن؛ وأعلن عن انتخابات، سواء للمركز أو للمحافظات، تقام بعد فترة وجيزة. أشار البريطانيون إلى أن تشكيل هيئة وضع الدستور ستبع التصويت.
أعلنت رابطة المسلمين بأنها ستقود حملة من أجل قضية واحدة: باكستان في خطاب له في أحمد آباد، ردد جناح «باكستان هي مسألة حياة أو موت بالنسبة لنا». وفي انتخابات ديسمبر 1945 لتكوين الجمعية التأسيسية للهند، فازت الرابطة بكل المقاعد المخصصة للمسلمين. وفي انتخابات مجالس المقاطعات في يناير 1946، أحرزت الرابطة 75٪ من أصوات المسلمين، بزيادة 4.4٪ عن انتخابات 1937. وفقا لكاتب سيرته الذاتية بوليثو «، كانت ساعة مجد لجناح: حملاته السياسية الشاقة، معتقداته ومطالباته القوية، وجدت أخيرا ما يبررها». كتب ولبرت عن الانتخابات التي خاضتها الرابطة قائل «أظهرت إثباتا للاجتذاب العام بباكستان ما بين مسلمين شبه القارة الهندية». يهيمن على مؤتمر الجمعية المركزية مع ذلك، على الرغم من أنه خسر أربعة المقاعد من قوتها السابقة.
في فبراير عام 1946، أقر مجلس الوزراء البريطاني إرسال وفد إلى الهند للتفاوض مع القادة هناك. وشملت بعثة مجلس الوزراء هذه كريبس وبثيك-ورانس. وصل هذا الوفد عالي المستوى إلى نيودلهي في اواخر مارس، في محاولة لكسر الجمود. جرت مفاوضات قصيرة ابتداء من أكتوبر السابق بسبب الانتخابات في الهند. أعلن البريطانيون في مايو عن خطة لإقامة دولة موحدة تضم المقاطعات الهندية ذات حكم ذاتي إلى حد كبير، دعت لـ«مجموعات» من المقاطعات تشكل على أساس ديني. في حين تعود مسائل مثل الدفاع والعلاقات الخارجية والاتصالات لسلطة مركزية تعامل معها. ويكون للمقاطعات الخيار بترك الاتحاد تماما، وستكون هناك حكومة مؤقتة تضم ممثلين عن المؤتمر والرابطة. قبل جناح ولجنة العمل هذه الخطة في شهر يونيو، لكن المفاوضات انهارت عند تناول مسألتي عدد أعضاء الحكومة المؤقتة من المؤتمر والرابطة، ورغبة المؤتمر في وجود عضو مسلم في تمثيله. قبل أن يغادروا الهند، قال الوزراء البريطانيون بانهم يعتزمون افتتاح حكومة مؤقتة حتى لو كانت إحدى المجموعات الرئيسية غير راغبة في المشاركة.

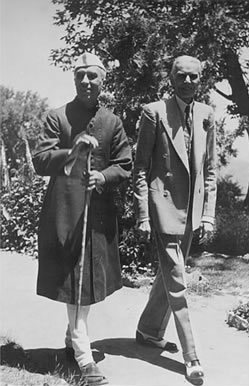
نهرو (على يسار) وجناح يسيران معا في سيملا، 1946

سرعان ما انضم المؤتمر إلى الحكومة الهندية الجديدة. تبطأت الجامعة في القيام بذلك، ولم تسجل دخولها حتى أكتوبر 1946. وحتى تنظم الرابطة إلى الحكومة، تخلى جناح عن مطالبه بالتكافؤ مع المؤتمر وحق الفيتو في المسائل المتعلقة بالمسلمين. اجتمعت الحكومة الجديدة وسط حالة من أعمال الشغب، خاصة في كلكتا. أراد المؤتمر من الوالي الإسراع في استدعاء الجمعية التأسيسية وبدء العمل بصياغة دستور، واعتبار أن على وزراء الرابطة الانضمام القبول بالطلب أو الاستقالة من الحكومة. حاول يفل إنقاذ الوضع استقبال قادة مثل جناح ولياقت وجواهر لال نهرو في لندن في ديسمبر 1946. في نهاية المحادثات، أصدر المشاركون بيانا أن الدستور لن يكون مجبرا على أي جزء غير راغب في الهند. في طريق العودة من لندن، وتوقف جناح ولياقت في القاهرة لعدة أيام في اجتماعات إسلامية.
أيد المؤتمر البيان المشترك الصادر عن مؤتمر لندن رغم وجود عناصر غاضبة. الرابطة رفضت ذلك، ولم تشارك في أي جزء في المناقشات الدستورية. كان جناح مستعدا للنظر في بعض الروابط بهندوستان (الاسم المستعمل للدولة ذات أغلبية هندوسية في بعض الأحيان)، مثل الجيش أو الاتصالات المشتركة. ومع ذلك، وبحلول ديسمبر عام 1946، أصر جناح على باكستان ذات سيادة كاملة.
بعد فشل رحلة لندن، لم يكن جناح في عجلة من أمره للتوصل إلى اتفاق، معتقدا أن ذلك الوقت سيسمح له بالحصول على المقاطعات البنغال والبنجاب غير المقسمة لتكون ضمن باكستان، ولكنها مقاطعات بها عدد كبير الأقليات غير مسلمة، ستعقد التسوية. رغب الوزير أتلي في خروج سريع للبريطانيين من الهند، ولكن كان لديه ثقة في يفل تحقيق هذه الغاية. في أوائل ديسمبر من عام 1946، بدأ المسؤولون البريطانيون يبحثون عن خليفة ليفل، واستقر الاختيار على الأدميرال اللورد مونتباتن من بورما، وكان زعيم حرب ذي شعبية بين المحافظين (باعتباره حفيد الملكة فيكتوريا) وبين العمال (لآرائه السياسية).

### مونتباتن والاستقلال
في 20 فبراير 1947، أعلن أتلي عن تعيين مونتباتن، وعن سعي بريطانيا لنقل السلطة في الهند في موعد لا يتجاوز يونيو 1948. بدأ مونتباتن شغل منصب لبحلكم لبعلم في 24 مارس 1947، بعد يومين من وصوله إلى الهند. بحلول ذلك الوقت، كان المؤتمر قد أقر بفكرة التقسيم. وذكر نهرو في عام 1960، «الحقيقة هي أننا كنا رجالا متعبين وكنا نكبر في السن ... عرضت خطة التقسيم لنا مخرجا فأخذنا بها». قرر قادة المؤتمر بأن إبقاء المقاطعات ذات الأغلبية المسلمة كجزء من الهند المستقبلية لا يستحق خسارة الحكومة المركزية القوية التي أرادوها. ومع ذلك، أصر المؤتمر أنه إذا كانت باكستان ستصبح مستقلة، فإنه يجب أن تكون البنغال والبنجاب مقسمة.

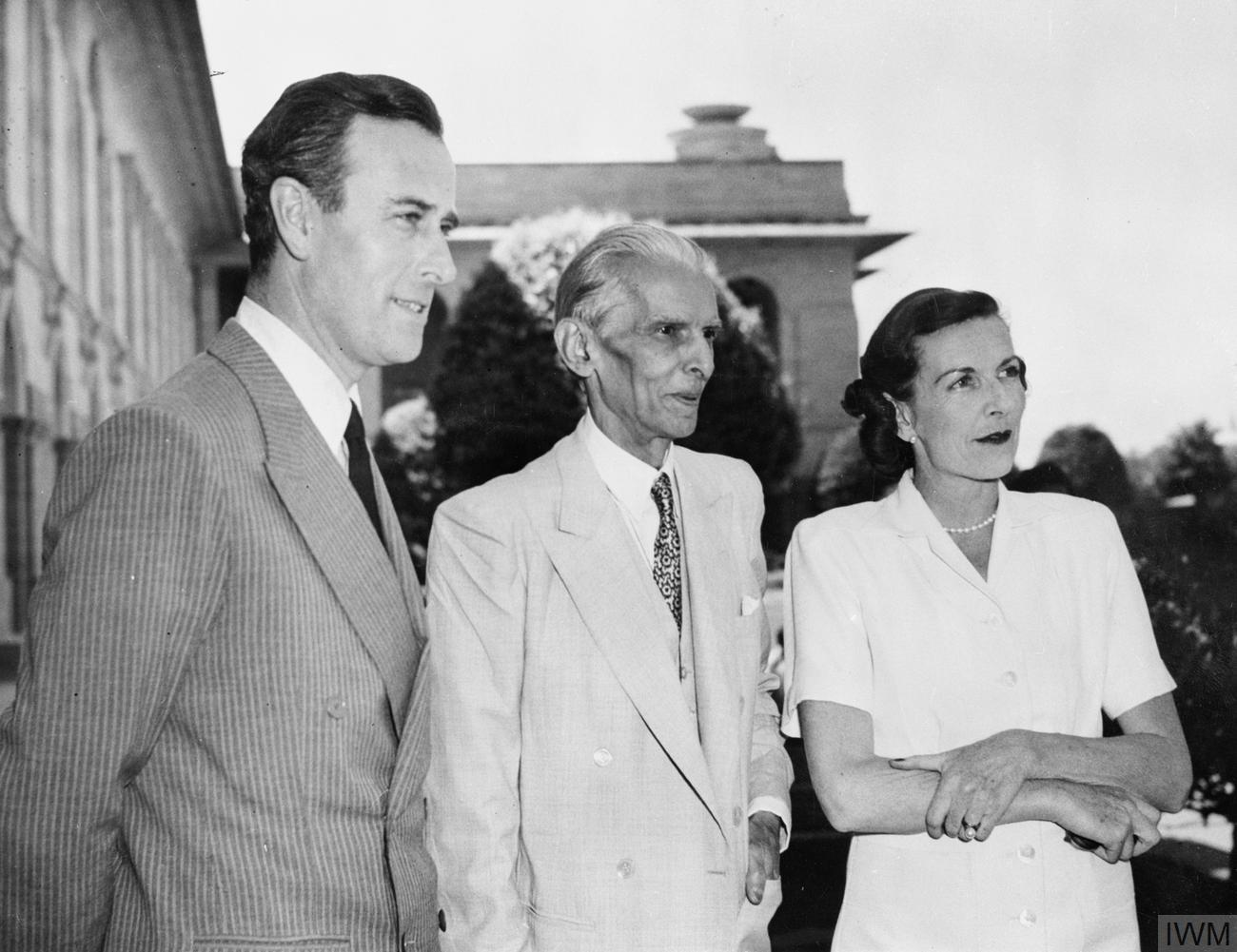
لويس وإدوينا مونتباتن مع جناح، 1947

حُذِرَّ مونتباتن بأن جناح سيكون «أصعب العملاء» والذي أثبت بأنه مصدر إزعاج مزمن لأنه «لا أحد في هذا البلد [الهند] قد تغلغل في دماغ في جناح». اجتمع الرجلان لأكثر من ستة أيام ابتداء من يوم 5 أبريل. بدأت الجلسات بخفة عندما قال جناح، الذي وقف بين لويس وإدوينا مونتباتن لأخذ صورة، ساخرا «وردة ما بين شوكتين» والتي اعتقد الوالي، وربما مخطئا، بأن الزعيم المسلم قد خطط للنكتة مسبقا، وكان يتوقع أن تكون السيدة مونباتن واقفة في الوسط. لم تكون صورة مونتباتن ايجابية عن جناح، وأعرب لموظفيه مرارا وتكرارا عن إحباطه حول إصرار جناح على باكستان في مواجهة كل الحج.
خشي جناح أنه بنهاية الوجود البريطاني في الهند، فإنها ستقع تحت سيطرة الجمعية التأسيسية التي يهيمن عليها حزب المؤتمر، فيقع المسلمين في وضع غير مؤات لمحاولة الحصول على حكم ذاتي. وطلب من مونتباتن بتقسيم الجيش قبل الاستقلال، الأمر الذي سيستغرق سنة على الأقل. كان مونتباتن يأمله في أن ترتيبات لما بعد الاستقلال ستشمل قوة دفاعية مشتركة، ولكن جناح رأى أنه من الضروري أن تكون لدولة ذات سيادة قواتها الخاصة. التقى مونتباتن مع لياقت في يوم لقائه الأخير بجناح، وخلصوا، كما قال أتلي في مجلس الوزراء في شهر مايو، أنه «أصبح واضحا أن رابطة المسلمين ستلجأ إلى السلاح إذا لم يعترف باكستان بشكل ما». وقد تأثر الوالي أيضا ردة فعل المسلمين السلبية من التقرير الدستوري للجمعية، والتي تصور صلاحيات واسعة للحكومة المركزية بعد الاستقلال.

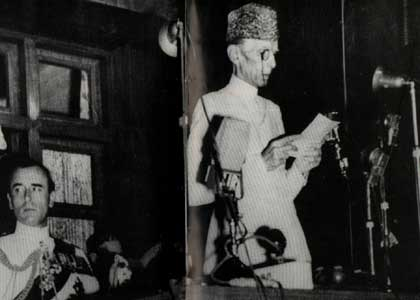
جناح يرد على مونتباتن

في 2 يونيو، سلم الوالي الخطة النهائية لقادة الهند: وورد فيها بأن بريطانيا ستسلم في 15 أغسطس السلطة للمالكين. ويجري تصويت في المقاطعات حول استمرارية التواجد في الجمعية التأسيسية أو تأسيس جمعية جديدة، أي الانضمام إلى باكستان. ويجري تصويت في البنغال والبنجاب أيضا، حول مسألتي الانضمام للجمعية والتقسيم. تنشأ لجنة للحدود مهمتها تحديد الخطوط النهائي لتقسيم المقاطعات. تنظم Plebiscites في مقاطعة الحدود الشمالية الغربية (التي ليس للرابطة حكومة فيها رغم كون المسلمين يشكلون الغالبية الساحقة من السكان)، وفي منطقة سيلهيت ذات الغالبية المسلمة من ولاية اسام، المتاخمة لشرق البنغال. في 3 يونيو، أعلن كل من مونتباتن ونهرو وجناح وزعيم السيخ بالديف سينغ ذلك رسميا عن طريق الراديو. حيث اختتم جناح خطابه بعبارة زندباد باكستان (تحيا باكستان)، والتي لم تكن في النص. وفي الأسابيع أفضت الانتخابات التي أجريت في البنجاب والبنغال إلى التقسيم. صوتت سيلهيت والمقاطعة الحدود الشمالية الغربية للانضمام إلى باكستان، وكذلك كان قرار مجلسي السند وبلوشستان.
في 4 يوليو 1947، طلب لياقت من مونتباتن، نيابة عن جناح، بأن يوصي الملك البريطاني جورج السادس، بتعيين جناح أول حاكم عام لباكستان. هذا الطلب أغضب مونتباتن، الذي كان يأمله في الحصول على مثل هذا المنصب في حال توحيد السيادة، وان يكون أول حاكم عام بعد الاستقلال، ولكن جناح شعر بأن مونتباتن سيكون على الأرجح لصالح الدولة الجديدة ذات الأغلبية الهندوسية بسبب قربه من نهرو. بالإضافة إلى ذلك، فإنه يجب أن تكون شخصية الحاكم العام قوية في البداية، ولم يكن جناح يثق في أي شخص آخر لأخذ هذا المنصب. على الرغم من أن لجنة ترسيم الحدود، بقيادة المحامي البريطاني السير سيريل رادكليف، لم تكن قد انتهت من مهمتها، إلا أن تحركات ضخمة للسكان قد بدأت بين الدولتين المفرضتين وظهرت أعمال عنف طائفي. وكذلك. رتبت جناح لبيع منزله في بومباي وشراء آخر جديد في كراتشي. في 7 أغسطس، طار جناح، رفقة شقيقته وموظفيه المقربين، من دلهي إلى كراتشي في طائرة مونتباتن، وعند تحرك الطائرة على المدرج، سمع يقول، "هذه هي نهاية الأمر". في 11 أغسطس، ترأس جناح الجمعية التأسيسية الجديدة لباكستان في كراتشي، وخاطبهم قائلا، "أنتم أحرار، أحرار في الذهاب إلى المعابد الخاصة بكم، أنتم أحرار في الذهاب إلى المساجد أو إلى أي مكان آخر للعبادة في دولة باكستان هذه... قد يكون انتماؤكم إلى أي دين أو طائفة أو عقيدة ولا علاقة للأمر بشؤون الدولة في شيء ". في 14 أغسطس، أصبحت باكستان مستقلة؛ وقاد جناح الاحتفالات في كراتشي. كتب أحد المراقبين، "في الواقع فإن مكانة الملك الإمبراطور ورئيس أساقفة كانتربري ورئيس الوزراء تجمعت في شخصية واحدة هائلة القائد الأعظم.

## الحاكم العام

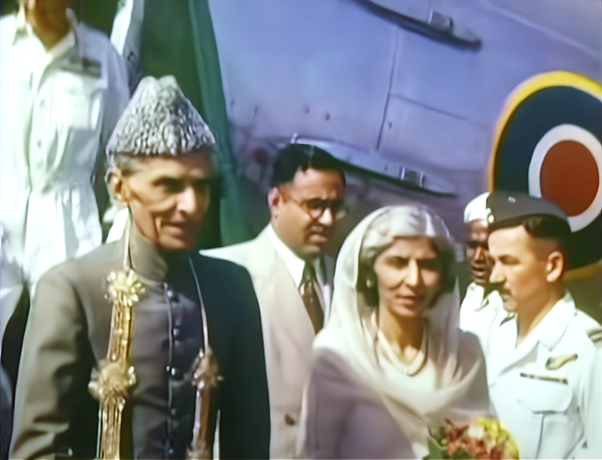
وصل محمد علي جناح برفقة شقيقته إلى لاهور عام 1948، لبحث أزمة كشمير التي كانت تشتعل آنذاك.

أنهت لجنة رادكليف لتقسيم البنغال والبنجاب أعمالها وقدمت تقريرا إلى مونتباتن في 12 أغسطس. لكن مونتباتن احتفظ بالخرائط إلى غاية 17، رغبة منه في عدم إفساد احتفالات الاستقلال في كلا البلدين. في ظل أعمال عنف مشحونة إثنيا وحركة نزوح سكانية؛ أدى نشر رادكليف لخط تقسيم الدول الناشئة إلى زيادة الهجرة الجماعية والقتل والتطهير العرقي. كثير من المتواجدين على "الجانب الخاطئ" هربوا أو قتلوا أو قتلوا الآخرين، على أمل أن تأثر الوقائع على الأرض في عكس حكم اللجنة. كتب رادكليف في تقريره أنه يعرف بأن لا أحد من الطرفين سيكون سعيدا بنتيجة عمله ؛ ورفض تقاضي أجره عن العمل. كتب كريستوفر بومونت، السكرتير الخاص رادكليف، في وقت لاحق بأن مونتباتن "يجب أن يلام، وإن لم يكن الملام الوحيد، عن المجازر في ولاية البنجاب التي لقي فيه حتفه ما بين 500 ألف إلى مليون نسمة من الرجال والنساء والأطفال". ما يصل إلى 14.5 مليون شخص نزحوا إلى الهند أو باكستان أثناء وبعد التقسيم. قام جناح بما في وسعه من أجل ثمانية ملايين نسمة هاجرت إلى باكستان؛ على الرغم من تجاوز بعضهم لسن السبعين وإصابتهم بالوهن وأمراض رئوية، فسافر في جميع أنحاء غرب باكستان وأشرف شخصيا على تقديم المعونة. وفقا لأحمد، قال "ما كانت باكستان في حاجة ماسة إليه في تلك الأشهر الأولى هو رمز للدولة، وشخص من شأنه أن يوحد الناس ويمنحهم الشجاعة والعزم على النجاح.
رفقة لياقت وعبد الرب نيشتار، مثل جناح مصالح باكستان في مجلس تقسيم الأصول العامة على نحو ملائم بين الهند وباكستان. وكان من المفترض أن تتلقى باكستان سدس أصول حكومة ما قبل الاستقلال. جرى التقسيم بعناية وباتفاق، وجرى تحديد حتى عدد الأوراق التي سيتلقها كل جانب. ومع ذلك، تباطأت الدولة الهندية الجديدة في التسليم على أمل انهيار الحكومة الباكستانية الوليدة، والتوحد من جديد. قبِل عدد قليل من موظفي الخدمة المدنية الهندية والشرطة الهندية العمل في باكستان، ما أدى إلى نقص في عدد الموظفين. أصبحت الأسواق التي يبيع فيها المزارعون محاصيلهم في الجانب الآخر من الحدود الدولية. وكان هناك نقص في الآلات، التي لم تكن كلها مصنعة في باكستان. بالإضافة لمشكلة اللاجئين الضخمة، سعت الحكومة الجديدة لإنفاذ المحاصيل المهجورة، وإرساء الأمن وسط حالة من الفوضى، وتوفير الخدمات الأساسية. وفقا للخبير الاقتصادي ياسمين نياز محي الدين في دراسته عن باكستان، «على الرغم من أن باكستان ولدت وسط سفك الدماء والاضطرابات، إلا أن نجاتها في الأشهر الأولى الصعبة بعد التقسيم يرجع للتضحيات الهائلة التي قدمها شعبها والجهود المتفانية لزعيمها العظيم».
قبل مغادرتهم، نصح البريطانيون الولايات الأميرية الهندية، والتي بلغ عددها عدة مئات، بالاختيار بين الانضمام إلى باكستان أو الهند. معظمها اختارت قبل الاستقلال، ولكن تلك التي تأخرت ساهمت في انقسامات دائمة بين البلدين. غضب الزعماء الهنود من مغازلة جناح للأمراء جودبور وبوبال واندور من أجل الانضمام إلى باكستان وهذه الدول الأميرية لم تملك حدودا مع باكستان، وكان كل سكانها من الأغلبية الهندوسية. دولة جوناغاد الأميرية الساحلية، والتي كان أغلبية سكانها من الهندوس، انضمت إلى باكستان في سبتمبر 1947، قدم حاكمها، السير شاه نواز بوتو، شخصيا أوراق الانضمام إلى جناح. لكن الجيش الهندي احتل الإمارة في نوفمبر مما اضطر القادة السابقين، بما في ذلك بوتو، إلى الفرار إلى باكستان، مؤسسا لعائلة بوتو القوية سياسيا.
أكثر الخلافات إثارة للجدل كان، ولا يزال، حول الدولة الأميرية في كشمير. كان سكانها من غالبية مسلمة في حين كان المهراجا هندوسيا، السير هاري سينغ، والذي تباطأ في اتخاذ قراره لأي دولة سينظم. ووسط ثورة للسكان في أكتوبر من عام 1947، ساعدهم جنود باكستانيون غير نظاميين، انضم المهراجا إلى الهند؛ فأرسلت الهند قوات نُقِلَّت جوا. اعترض جناح على هذا العمل، وأمر بانتقال قوات باكستانية إلى كشمير. في ذلك الوقت، كان الجيش الباكستاني لا يزال يقوده ضباط بريطانيون، ورفض الضابط الآمر، الجنرال السير دوغلاس غرايسي تنفيذ الأمر، مشيرا إلى أنه لن ينتقل إلى ما اعتبره أراضي دولة أخرى دون موافقة من سلطة أعلى، والتي لم تكن لتقبل. فما كان من جناح إلا أن يسحب أمره. إلا أن ذلك لم يوقف العنف هناك، والذي تحول منذ ذلك الحين إلى حروب بين الهند وباكستان تندلع من وقت لآخر.
يزعم بعض المؤرخين بأن مغازلة جناح لحكام الدول ذات الأغلبية الهندوسية ومناورته مع جوناغاد هي دليل على سوء نية تجاه الهند، فجناح الذي روج للانفصال حسب الدين، حاول أن يكسب انضمام الدول ذات الأغلبية الهندوسية.  في كتابه باتل: حياة، يؤكد رجموهان غاندي أن جناح أمل في استفتاء في جوناغاد، مع علمه بان باكستان ستخسر، على أمل أن يُطَبَقْ نفس المبدأ في كشمير وعلى الرغم من قرار مجلس الأمن التابع للأمم المتحدة الصادر في 47 بطلب من الهند حول استفتاء في كشمير بعد انسحاب القوات الباكستانية، فإن هذا لم يحدث قط.
في يناير 1948، وافقت الحكومة الهندية أخيرا على دفع حصة باكستان من الأصول البريطانية في الهند. بعد أن هدد غاندي بإضراب عن الطعام حتى الموت. وبعد أيام قليلة، اغتال غاندي قومي هندوسي، إسمه Nathuram Godse، كان يعتقد بأن غاندي مؤيد للمسلمين. وعلى أثرها، قدم جناح بيانا مقتضبا للتعزية، واصفا غاندي بـ«أحد أعظم الرجال الذين ظهروا في المجتمع الهندوسي».
في حديث إذاعي موجه إلى شعب الولايات المتحدة الأمريكية بث في فبراير عام 1948، قال جناح:
| محمد علي جناح | دستور باكستان لم يحدد ملامحه الجمعية التأسيسية لباكستان بعد، ولا أعلم كيف سيكون شكله النهائي، ولكن أنا واثق من أنه سيكون من نوع ديمقراطي، تجسد فيه المبادئ الأساسية للإسلام. هي اليوم صالحة للتطبيق في حياتنا الحاضرة مثلما كانت منذ 1300 سنة خلت. من الإسلام ومُثُله تعلمنا الديموقراطية، تعلمنا تساوي البشر والعدالة وإنصاف الجميع. نحن ورثة هذه التقاليد المجيدة ونحن واعون تماما بمسؤوليتنا وواجباتنا كواضعي للدستور المستقبلي لباكستان. | محمد علي جناح |

في شهر مارس، وعلى الرغم من تدهور حالته الصحية، قام جناح بزيارته الوحيدة بعد الاستقلال لباكستان الشرقية. وفي كلمة ألقاها أمام حشد قدر بنحو 300 ألف، صرح جناح (باللغة الإنجليزية) بأن الأردية هي اللغة الوحيدة التي ينبغي أن تكون لغة وطنية، معتبرا أن هناك حاجة إلى لغة واحدة للأمة تبقيها متحدة. عارض المتحدثون بالبنغالية من الشرق باكستان بشدة هذه السياسة، وفي عام 1971 كانت قضية اللغة الرسمية عاملا في انفصال هذه المنطقة وتشكيل بنغلاديش.
بعد تأسيس باكستان، كانت أوراق العملة الباكستانية تحمل صورة جورج الخامس مطبوعة عليها. واستمرت في التداول حتى 30 يونيو 1949. ولكن في 1 أبريل 1949، خُتِمَت هذه الأوراق بعبارة «حكومة باكستان»، وكانت تستخدم على نحو المناقصات القانونية. في نفس اليوم، قدم وزير المالية الباكستاني، مالك محمد غلام، مجموعة جديدة من سبع قطع نقدية (1 روبية باكستانية، 1/2 ر.ب، 1/4 ر.ب، 2 أنا، 1 أنا، 1/2 أنا، 1 و 1/2 بي) إلى جناح في بيت الحاكم وصدرت لتكون أول النقود المسكوكة لحكومة باكستان.

## المرض والموت وجدل الانتماء العقدي

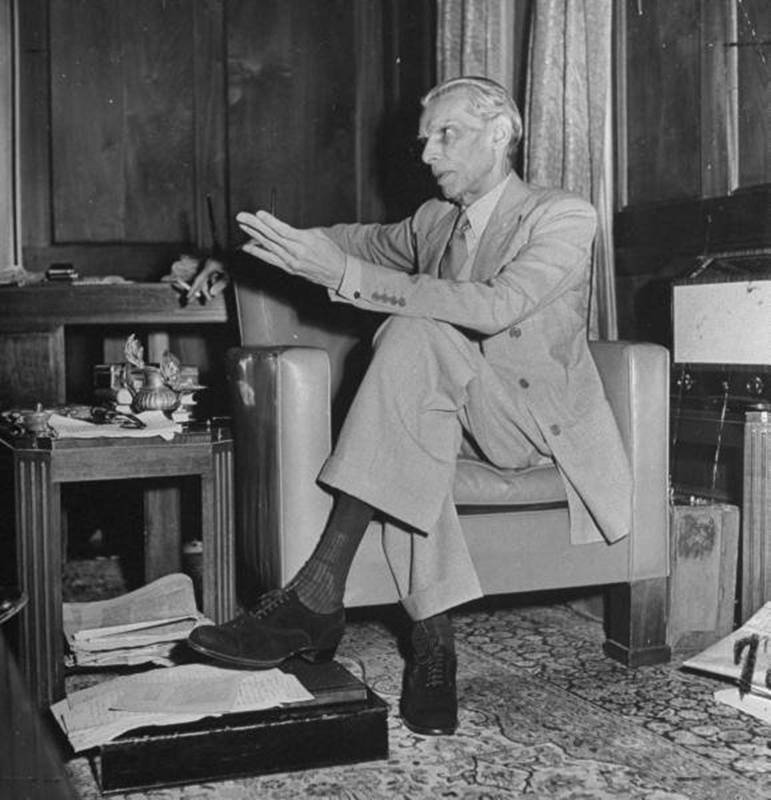
جناح يدخن سيجارة

منذ ثلاثينيات القرن العشرين، عانى جناح من مرض السل؛ ولم يعلم بحالته إلا أخته وعدد قليل من المقربين منه. اعتقد جناح بأن معرفة الجمهور باعتلالاته الرئوية سيخدشه سياسيا. وفي رسالة كتبها سنة 1938 إلى أحد مؤيديه، قال «يجب أن تكون قد قرأت في الصحف كم عانيت خلال جولاتي، ولم يكن ذلك لمشكلة عندي، ولكن الاختلالات [في الجدول الزمني] والضغوط التي أثرت على صحتي». بعد سنوات عديدة، ذكر مونتباتن بأنه لو كان يعرف بمرض جناح، لكان قد تمهل، على أمل أن يموت جناح ليتفادى التقسيم. وكتبت فاطمة جناح في وقت لاحق، «حتى في ساعة انتصاره، كان القائد الأعظم مريضا جدا ... كان يعمل بكد من أجل وحدة باكستان. وبطبيعة الحال، فقد أهمل صحته تماما ...». كان جناح يعمل وعلبة سجائر كرافن "A" وأخرى من السيجار الكوبي على مكتبه، كان يدخن منها 50 سيجارة أو أكثر يوميا طوال السنوات الثلاثين السابقة. وصار يأخذ فترات الراحة أطول فأطول في قسم خاص في دار الحكومة في كراتشي، حيث كان يسمح فقط له وفاطمة والخدم.

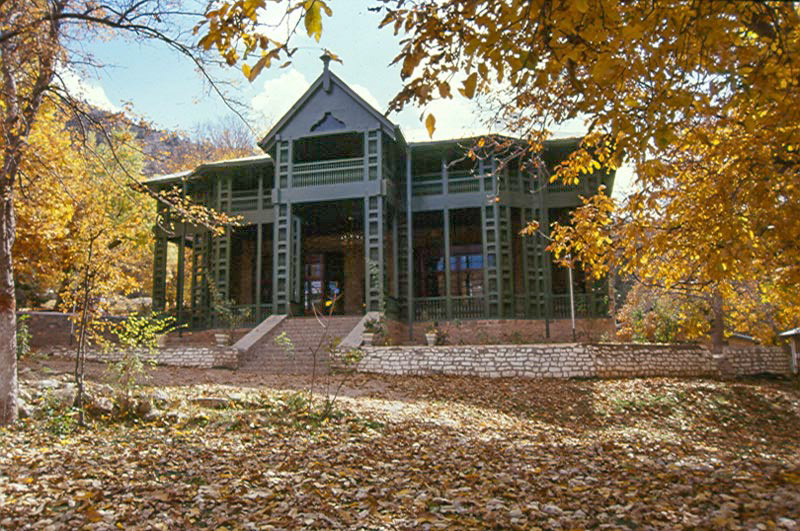
قضى جناح عدد من أيامه الأخيرة في إقامة القائد الأعظم، زيارات، باكستان.

في يونيو 1948، طار جناح وفاطمة إلى كويتا، في جبال بلوشستان، حيث كان الطقس أكثر برودة مما هو عليه في كراتشي. وذكر بأنه لا يمكنه أن يرتاح تماما هناك، وخاطب ضباطا في كلية القيادة والأركان قائلا: «أنتم، جنبا إلى جنب مع قوات أخرى في باكستان، أوصياء على الأرواح والممتلكات والشرف لشعب باكستان». عاد بعدها إلى كراتشي لحفل افتتاح بنك دولة باكستان في الفاتح من يوليو، وتحدث فيه ؛ وكان حفل استقبال مفوض التجارة الكندية في ذلك المساء بمناسبة يوم كندا الحدث العام الأخير الذي حضره.
في 6 يوليو 1948، عاد جناح إلى كويتا، وعملا بنصيحة الأطباء، انتقل بسرعة إلى استراحة بزيارات وهي أكثر علوا. كان جناح دائم التردد في تلقي العلاج الطبي، ولتحقق من حالته، أرسلت الحكومة الباكستانية أفضل الأطباء لمعالجته. أكدت الفحوص معانته من مرض السل، وأظهرت أدلة الإصابة بسرطان الرئة. أبلغ جناح، وطلب الحصول على معلومات كاملة عن مرضه واهتم بكيفية إعلام أخته. كان يعالج بـ«دواء معجزة جديد» آنذاك هو ستربتوميسين، لكنه لم يفده. واستمرت حالة جناح في التدهور حتى في أيام العيد. نُقِلَّ إلى ارتفاع أقل من كويتا في 13 أغسطس، عشية عيد الاستقلال، حيث صدر بيان نسب له. على الرغم من زيادة شهيته (كان وزنه يزيد بقليل عن 36 كلغ)، كان واضحا للأطباء بأنه إذا كان عليه العودة إلى كراتشي حيا، فعليه فعل ذلك في وقت قريب جدا. ومع ذلك، كان جناح مترددا في الذهاب، غير راغب في أن يراه مساعدوه بصورة العاجز على حمالات.
وفي 9 سبتمبر، أصيب جناح بالتهاب رئوي أيضا. فحثه الأطباء على عودة إلى كراتشي، حيث يمكنه الحصول على رعاية أفضل، وبعد موافقته، نقله إلى هناك في 11 سبتمبر. يعتقد الدكتور إلهي بوكس، طبيبه الخاص، أن تغير تفكير جناح سببه إدراكه المسبق بقرب موته. حطت الطائرة في كراتشي، حيث كانت تنتظره سيارة ليموزين وسيارة إسعاف وضع فيها جناح على حمالة. في الطريق إلى المدينة تعطلت سيارة الإسعاف، وانتظر الحاكم العام ومرافقوه وصول أخرى ؛ كون جناح لم يكن قادرا على ركوب السيارة لعدم استطاعته الجلوس في وضع قائم في السيارة. انتظروا على جانب الطريق وسط حر خانق بسبب مرور الشاحنات والحافلات، ولم تكن تلك العربات صالحة لنقل رجل يحتضر مع أهله إضافة لجهل سائقيها بوجود جناح في ذلك المكان. بعد ساعة، جاءت سيارة إسعاف بديلة، ونقلت جناح إلى دار الحكومة، التي وصلها بعد أكثر من ساعتين من هبوط الطائرة. توفي جناح في الساعة 10:20 في منزله في كراتشي يوم 11 سبتمبر 1948، عن عمر يناهز 72 عاما وما يزيد عن السنة بقليل من إنشاء دولة باكستان. 
خلفه خواجه ناظم الدين حاكما عاما، حسب اختيار مجلس الوزراء. وتولى رئاسة الوزراء لياقت خان، الذي بدأ عهده بتنفيذ قرار الأمم المتحدة الصادر في الأول من يناير 1949 والخاص بوقف إطلاق النار في كشمير.

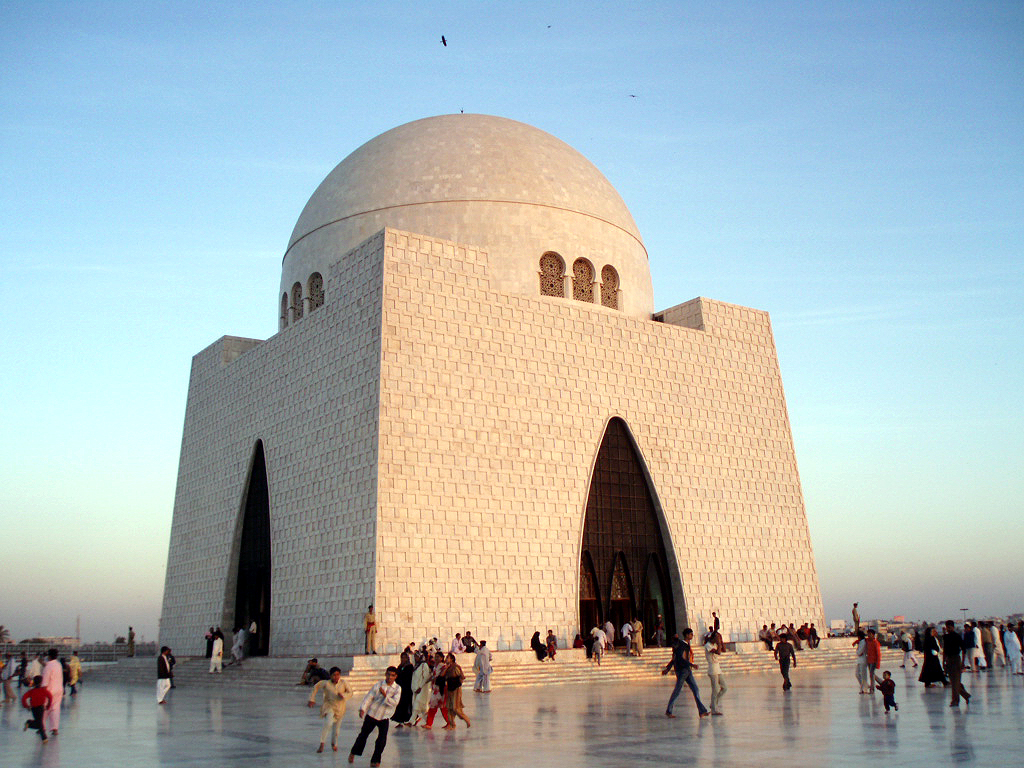
قبر محمد علي جناح في كراتشي

صرح رئيس الوزراء الهندي نهرو بعد وفاة جناح، "كيف يجب أن نحكم عليه؟ لقد كنت غاضبا جدا منه في كثير من الأحيان خلال السنوات الماضية. ولكن الآن ليس هناك أي مرارة في ذهني عنه، سوى الحزن الشديد على كل ما كان ... نجح في مسعاه وحقق هدفه، ولكن بأي ثمن وبأي فرق عن ما كان يتصوره. دفن جناح في 12 سبتمبر 1948 وسط أجواء حداد رسمي في كل من الهند وباكستان؛ وتجمع حوالي المليون شخص لجنازته. ألغى الحاكم العام الهندي سي. راجاغوبالاتشاري

استقبالا رسمي في ذلك اليوم، تكريما للزعيم الراحل. يرقد جناح اليوم، في ضريح رخامي كبير، بمزار كويد في كراتشي.

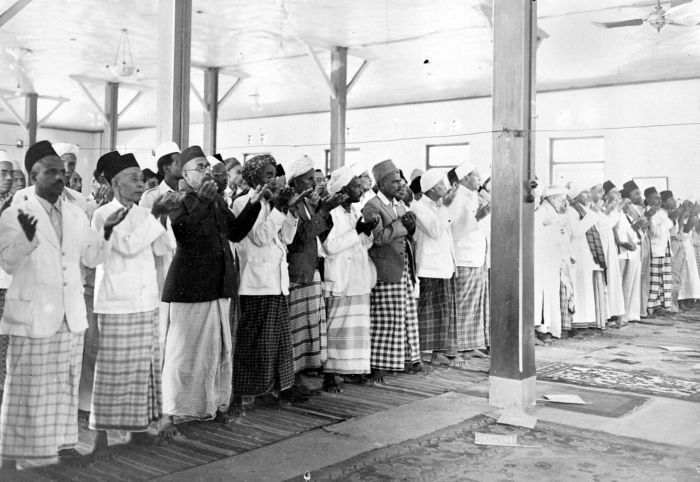
مراسيم خاصة في مسجد Kwitang بجاكرتا (اندونيسيا) بعد وفاة جناح.

بقت دينا واديا، ابنة جناح، وفي الهند بعد الاستقلال قبل أن تستقر في نهاية المطاف في مدينة نيويورك. في الانتخابات الرئاسية عام 1965، ترشحت فاطمة جناح، وقد عرفت في ذلك الوقت بلقب مدار-إ-ملات («والدة الأمة»)، لرئاسة ائتلاف الأحزاب السياسية التي عارضت حكم الرئيس أيوب خان، ولكنها لم تنجح.
كان منزل جناح في مالابار هيل، بومباي، في حوزة الحكومة الهندية، ولكن حكومة باكستان سعت إلى انتزاع ملكيته. وكان جناح قد طلب شخصيا من رئيس الوزراء نهرو الحفاظ على المنزل، على أمل أن يعود إليه في يوم ما يزور فيه مومباي. اقترحت الحكومة الباكستانية استغلال المنزل كقنصلية في المدينة كبادرة حسن نية، ولكن دينا واديا ابنة جناح طالبت هي أيضا باسترجاعه.
بعد وفاة جناح، طالبت أخته فاطمة من المحكمة بالحكم في ميراثه وفق القانون الإسلامي الإسماعيلي الأمر الذي أصبح فيما بعد جزءا من جدل في باكستان حول الانتماء الديني لجناح. يذكر فالي نصر بأن جناح "كان إسماعيليا بالولادة وشيعيا اثنا عشريا بالاعتناق، وإن لم يكن رجل ملتزما دينيا" وهذا ما لم تقره سيرة جناح. وفي تحد قانوني عام 1970، ادعى حسين علي جانجي ولجي بأن جناح تحول إلى الإسلام السني مستندا إلى أدلة وشهادات لشخصيات باكستانية مقربة لجناح، ولكن رفضت المحكمة العليا هذا الادعاء في عام 1976، وقبلت بكون "أسرة جناح" من الاسماعيلية. في العلن، لم يكن لجناح موقفا طائفيا و "كان يسعى إلى جمع مسلمي الهند تحت راية عقيدة المسلمين العامة وليس تحت هوية طائفية مثيرة للانقسام". في عام 1970، نص قرار محكمة باكستانية بأن جناح "بإيمانه كمسلم علماني جعله منه لا شيعي ولا سني"، وفي عام 1984، حافظت المحكمة على قرارها بأن القائد لم يكن قطعا من الشيعة". وصرح لياقت ه. مرشانت، سليل من أسرة جناح، بانه " مجرد مسلم، يؤمن بالكتاب والسنة ويجل الخلفاء الراشدين ويقدر الحضارة الأسلامية عاليا".

## الميراث والرؤية التاريخية

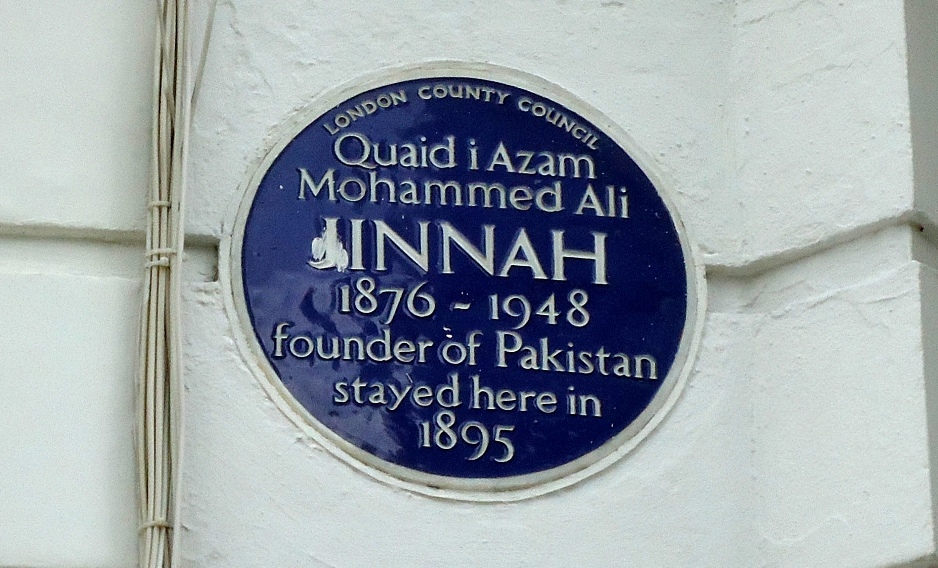
لوحة زرقاء تذكارية لمرور جناح بالمكان سنة 1895، لندن.

كان إرث جناح هو باكستان. وفقا للاقتصادي محيي الدين، «كان ولا يزال ذو شرف عال في باكستان، بمرتبة [الرئيس الأميركي الأول] جورج واشنطن في الولايات المتحدة ... فباكستان تدين بوجودها لقيادته ومثابرته وحكمه ... وكانت أهمية جناح في إنشاء باكستان عظيمة وغير قابلة للقياس».  وفي خطاب لستانلي ولبرت تكريما لجناح في عام 1998، اعتبره قائد باكستان الأعظم.
وفقا لسينغ، «بموت جناح فقدت باكستان مرساتها. فلم يكن سهلا على الهند أن تنجب غاندي آخر، ولا على باكستان جناح آخر».  كتب المؤرخ مالك، «طالما كان جناح على قيد الحياة، تمكن من إقناع والضغط على قادة المناطق لتراض أكبر، ولكن بعد وفاته، ولعدم وجود توافق في الآراء بشأن توزيع السلطة السياسية والموارد الاقتصادية ثار في كثير من الأحيان جدلا كبيرا».  حسب محيي الدين «حرمت باكستان بوفاة جناح من زعيم يمكنه أن يعزز الاستقرار والحكم الديمقراطي ... مسار الديمقراطية الصعب في باكستان والسلس نسبيا في الهند يمكن أن نرجعه لمأساة باكستان بفقدان زعيم غير قابل للفساد ومبجل للغاية بعد وقت قصير من الاستقلال». 

طبعت صور جناح على جميع الأوراق النقدية الباكستانية، ويحمل اسمه العديد من المؤسسات العامة الباكستانية. ومطار كراتشي الذي كان يسمى سابقا مطار القائد الأعظم الدولي، صار يسمى الآن مطار جناح الدولي، وهو أكثر المطارات ازدحاما في باكستان. كما يحمل اسمه أحد أكبر شوارع العاصمة التركية أنقرة، وكذا طريق محمد علي جناح السريع في طهران، إيران. وكانت الحكومة الملكية في إيران قد أصدرت طابعا بريديا في الذكرى المئوية لميلاد جناح سنة 1976. في شيكاغو، جزء من شارع ديفون سمي «محمد علي جناح الطريق» (بالإنجليزية). كما أن مزار كويد، الذي يضم ضريح جناح، هو من بين المعالم كراتشي. في ولاية اندرا براديش الهندية، بني «برج جناح» في جونتور، تخليدا لذكرى جناح.

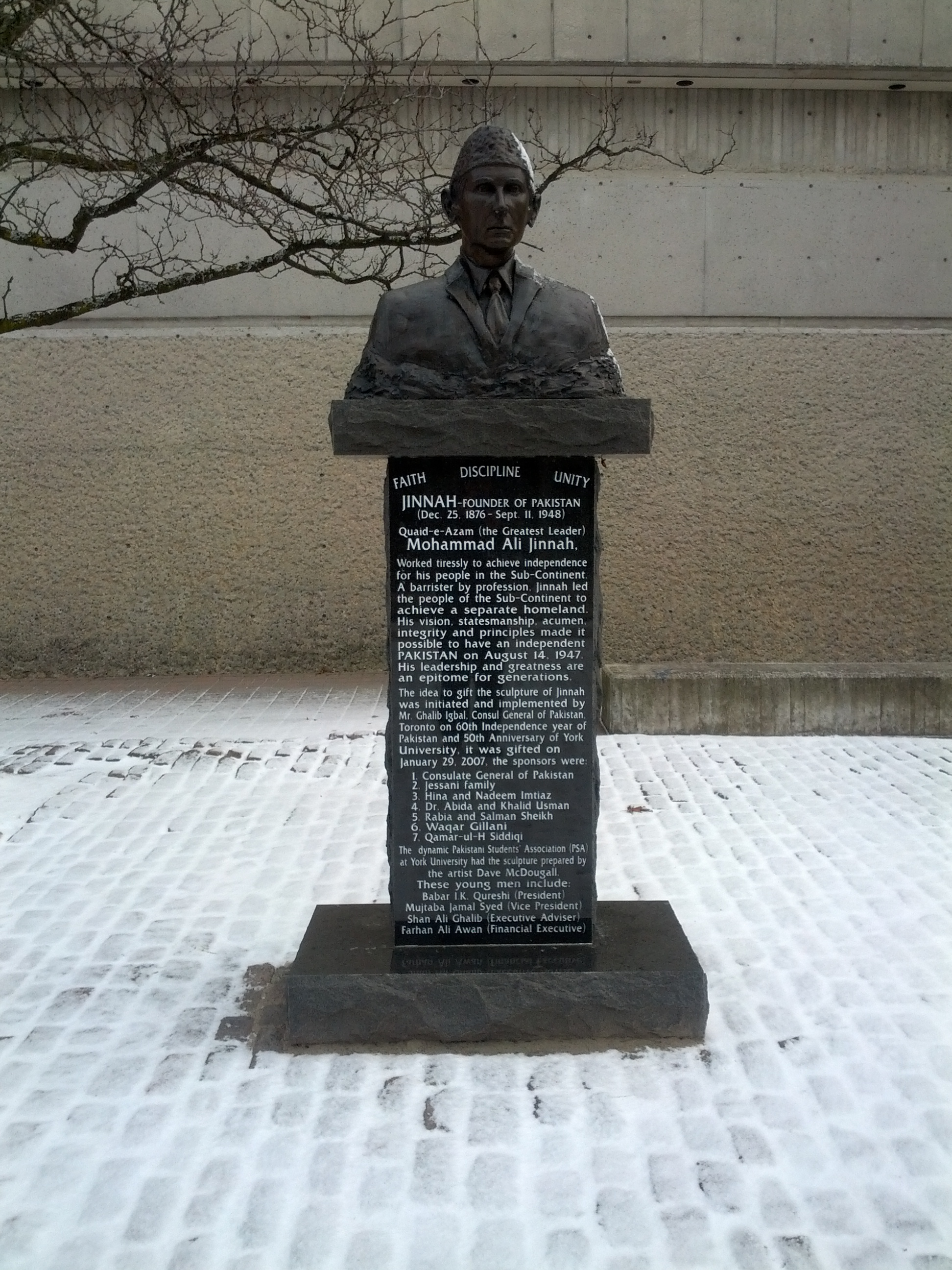
تمثال لجناح بجامعة تورنتو، كندا

هناك قدرا كبيرا من الأطروحات الدراسية حول جناح قدمت في باكستان؛ ووفق أكبر س. أحمد، ليست مقروءة على نطاق واسع خارج البلاد، وعادة ما تتجنب حتى أدنى انتقاد لجناح. وفقا لأحمد، تقريبا كل الكتب عن جناح الصادرة خارج باكستان تذكر بأنه كان يشرب الخمر، ولكن ذلك محذوف من الكتب داخل باكستان. يرجع أحمد ذلك بأن تصور شرب القائد للخمر من شأنه أن يضعف الهوية الإسلامية لجناح، واستطرادا، تزعم بعض المصادر في باكستان. بانه تخلى عن تعاطيه قرب نهاية حياته.
وفقا للمؤرخة عائشة جلال، في الوقت الذي ينظر إلى جناح كالقديس في باكستان، فإن النظرة له في الهند سلبية. يرى أحمد جناح «كشخص الأكثر ضرر في تاريخ الهند الحديث ... في الهند، الكثير يعتبرونه الشيطان الذي قسم الأرض». حتى كثير من المسلمين الهنود ينظرون لجناح سلبا، ويلومونه على مآسيهم كأقلية في الهند. بعض المؤرخين مثل جلال وهـ.م. سرفاي يؤكدون بأن جناح لم يكن يريد تقسيم الهند وإنما نتيجة لكون قادة الكونغرس غير راغبين عن تقاسم السلطة مع رابطة المسلمين. ويؤكدون بأن جناح استخدم فقط المطالبة بباكستان كمحاولة لحشد الدعم للحصول على حقوق سياسية أكبر بالنسبة للمسلمين. وقد اكتسب جناح إعجاب الساسة القوميون الهنود مثل لال كريشنا أدفاني، الذي تسببت تعليقاته المشيدة بجناح في ضجة داخل حزبه بهاراتيا جاناتا.
تأثرت نظرة الغرب إلى جناح إلى حد ما بفيلم غاندي، الذي صوره سنة 1982 السير ريتشارد أتينبورو. وأهدي الفيلم لنهرو ومونتباتن، ولقي دعما كبيرا من ابنة نهرو، رئيس وزراء الهند أنديرا غاندي.وقد صور جناح (الذي تقمص شخصيته اليكيي بادامسيي Alyque Padamsee) في الفيلم كمقطب الوجه، الذي يبدو أنه يتصرف بدافع الغيرة من غاندي. ذكر في وقت لاحق بادامسيي بأن تصوير الشخصية لم يكن دقيقا تاريخيا.
في مقال حول أول حاكم عام لباكستان، كتب المؤرخ ر.ج. مور بأن جناح معترف به عالميا بوصفه عنصرا أساسيا في نشأة باكستان. ويلخص ولبرت التأثير العميق لجناح على العالم:

### مقالات ذات صلة
- تاريخ باكستان
- تاريخ الهند
- تقسيم الهند
- الحاكم العام لباكستان

## الهوامش
1. ↑  (بالكجراتية: મુહમ્મદ અલી જિન્ના)
2. ↑  في الوقت الذي يحتفل بـ 25 ديسمبر 1876 كيوم ميلاد جناح، فإن غياب الوثائق التي تؤكد التاريخ تضعه محل شك. فلا شهادة ميلاد مسجل في كراتشي ولا أي تسجيل محفوظ في لدى العائلة (كون الأمر كان غير مهم آنذاك لدى المسلمين). وبالمقابل تشير بيانات المدرسة إلى تاريخ 20 أكتوبر 1875. راجع Bolitho، صفحة 3
3. ↑  كان جناح رئيسا دائما للعصبة من 1919 إلى 1930، عندما ألغي المنصب. وترأس كذلك دورات 1916 و 1920 ومن 1924 إلى غاية وفاته سنة 1948  راجع Jalal، صفحة 36.

### الكتب والمطبوعات
- Ahmed، Akbar S. (1997). Jinnah, Pakistan, and Islamic Identity: The Search for Saladin. London: Routledge. مؤرشف من الأصل في 2020-03-19. {{استشهاد بكتاب}}: تجاهل المحلل الوسيط |الرقم المعياري= لأنه غير معروف، ويقترح استخدام |ردمك= (مساعدة)
- Bolitho، Hector (1954). Jinnah:  Creator of Pakistan. London: John Murray. مؤرشف من الأصل في 2022-07-25.
- Cohen، Stephen Philip (2004). The Idea of Pakistan. Washington, D.C.: Brookings Institution Press. مؤرشف من الأصل في 2022-07-25. {{استشهاد بكتاب}}: تجاهل المحلل الوسيط |الرقم المعياري= لأنه غير معروف، ويقترح استخدام |ردمك= (مساعدة)
- Gandhi، Rajmohan (1990). Patel: A Life. أحمد أباد: Navajivan. ASIN:B0006EYQ0A. مؤرشف من الأصل في 2022-12-21.
- Hibbard، Scott (1994). Religious Politics and Secular States: Egypt, India, and the United States. Baltimore: Johns Hopkins University Press. مؤرشف من الأصل في 2016-04-26. {{استشهاد بكتاب}}: تجاهل المحلل الوسيط |الرقم المعياري= لأنه غير معروف، ويقترح استخدام |ردمك= (مساعدة)
- Jalal، Ayesha (1994). The Sole Spokesman: Jinnah, the Muslim League and the Demand for Pakistan (ط. paperback). Cambridge: Cambridge University Press. {{استشهاد بكتاب}}: تجاهل المحلل الوسيط |الرقم المعياري= لأنه غير معروف، ويقترح استخدام |ردمك= (مساعدة)
- Jinnah، Fatima (1987). My Brother. Quaid-i-Azam Academy. {{استشهاد بكتاب}}: تجاهل المحلل الوسيط |الرقم المعياري= لأنه غير معروف، ويقترح استخدام |ردمك= (مساعدة)
- Khan، Yasmin (2008) [2007]. The Great Partition:  The Making of India and Pakistan (ط. paperback). New Haven, Conn.: Yale University Press. {{استشهاد بكتاب}}: تجاهل المحلل الوسيط |الرقم المعياري= لأنه غير معروف، ويقترح استخدام |ردمك= (مساعدة)
- Malik، Iftikar H. (2008). The History of Pakistan. The Greenwood Histories of the Modern Nations. Westport, Conn.: Greenwood Press. مؤرشف من الأصل في 2022-07-25. {{استشهاد بكتاب}}: تجاهل المحلل الوسيط |الرقم المعياري= لأنه غير معروف، ويقترح استخدام |ردمك= (مساعدة)
- Mohiuddin، Yasmeen Niaz (2007). Pakistan:  A Global Studies Handbook. Santa Barbara, Calif.: ABC-CLIO. مؤرشف من الأصل في 2022-07-25. {{استشهاد بكتاب}}: تجاهل المحلل الوسيط |الرقم المعياري= لأنه غير معروف، ويقترح استخدام |ردمك= (مساعدة)
- Read، Anthony (1997). The Proudest Day: India's Long Road to Independence. New York, NY: W.W. Norton & Co. {{استشهاد بكتاب}}: تجاهل المحلل الوسيط |الرقم المعياري= لأنه غير معروف، ويقترح استخدام |ردمك= (مساعدة)
- Singh، Jaswant (2009). Jinnah:  India—Partition—Independence. Oxford: Oxford University Press. {{استشهاد بكتاب}}: تجاهل المحلل الوسيط |الرقم المعياري= لأنه غير معروف، ويقترح استخدام |ردمك= (مساعدة)
- Wolpert، Stanley (1984). Jinnah of Pakistan. New York: Oxford University Press. مؤرشف من الأصل في 2022-06-10. {{استشهاد بكتاب}}: تجاهل المحلل الوسيط |الرقم المعياري= لأنه غير معروف، ويقترح استخدام |ردمك= (مساعدة)
- Moore، R. J. (1983). "Jinnah and the Pakistan Demand". Modern Asian Studies. Cambridge, U.K.: Cambridge University Press. ج. 17 ع. 4: 529–561. DOI:10.1017/S0026749X00011069. JSTOR:312235. مؤرشف من الأصل في 2022-07-25.
- Puri، Balraj (1–7 مارس 2008). "Clues to understanding Jinnah". Economic and Political Weekly. Mumbai: Sameeksha Trust. ج. 43 ع. 9: 33–35. JSTOR:40277204.

- عبد الحميد، البطريق. باكستان، في ماضيها وحاضرها. دار المعارف، مصر. {{استشهاد بكتاب}}: يحتوي الاستشهاد على وسيط غير معروف وفارغ: |الرقم المعياري= (مساعدة)
- جناح، محمد علي، موسوعة السياسة، المجلد الثاني، المؤسسة العربية للدراسات والنشر، الطبعة الأولى 1981، ص 97 و98.
- المقاومة الشعبية في كشمير: الجذور.. التطور.. الخيارات، د. طاهر أمين، معهد الدراسات السياسية، إسلام آباد، الطبعة الأولى 1996، ص 31 و32.
- القائد الأعظم محمد علي جناح، للكاتب عباس محمود العقاد.

## وصلات خارجية
- محمد علي جناح على موقع IMDb (الإنجليزية)
- محمد علي جناح على موقع الموسوعة البريطانية (الإنجليزية)
- محمد علي جناح على موقع مونزينجر (الألمانية)
- محمد علي جناح على موقع إن إن دي بي (الإنجليزية)
- "القائد الأعظم محمد علي جناح". الموقع الرسمي لحكومة باكستان (بالإنجليزية). Archived from the original on 2019-09-18. Retrieved 2012-10-23.
- "خطاب جناح إلى الجمعية الدستورية الباكستانية". pakistani.org (بالإنجليزية). 11 Aug 1947. Archived from the original on 2019-09-15. Retrieved 2012-10-23.
- "جناح: لا ملاك ولا شيطان". الغارديان (بالإنجليزية). 31 Aug 2009. Archived from the original on 2009-09-03. Retrieved 2013-02-06.
- محمد علي جناح، الموقع الرسمي لسفارة باكستان في الولايات المتحدة.
- محمد جناح.. مؤسس باكستان الإسلامية -موقع دوت مصر - نشر يوم الجمعة، 15 أغسطس 2014 12:12.
- محمد علي جناح - موقع المعرفة.
- 25 ديسمبر 1867.. مولد محمد على جناح مؤسس باكستان - نشر في المصريون يوم 24 - 12 - 2012
- وفاة القائد الأعظم من موقع تاريخ باكستان historypak.com
- نقاط من خطاب محمد علي جناح قبيل استقلال باكستان أمام الجمعية التأسيسية الأولى عام 1947م